# Bundeshaus (Bonn)

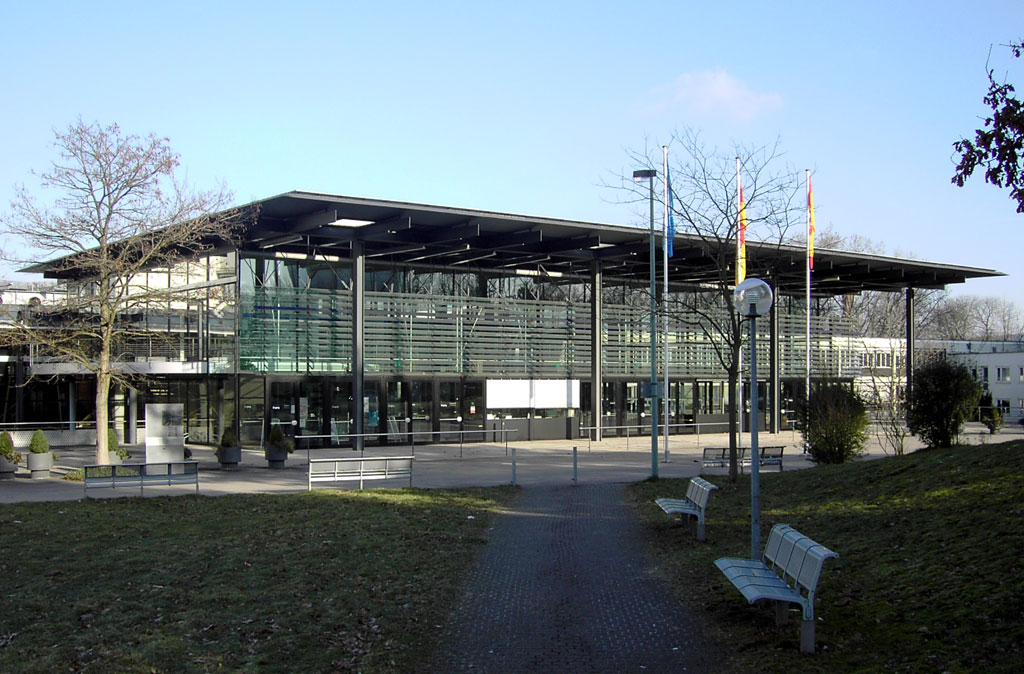
Neues Plenargebäude, Entwurf von Behnisch & Partner, 2005

Das Bundeshaus in Bonn ist ein Gebäudekomplex, in dem von 1949 bis 1999/2000 die Plenarsitzungen des Deutschen Bundestages und des Bundesrates stattfanden. Das von 1930 bis 1933 errichtete Kerngebäude diente bis zum Zweiten Weltkrieg als Pädagogische Akademie Bonn der Lehrerausbildung. Nach der Entscheidung der Hauptstadtfrage 1949 zugunsten Bonns wurde es zur provisorischen Unterkunft des Bundestages und Bundesrates umgebaut und bildete den Kern des sich entwickelnden Parlaments- und Regierungsviertels. Der ursprüngliche Plenarsaal des Bundestags wurde 1987 abgebrochen und an seiner Stelle bis 1992 ein Neubau errichtet.
In den 50 Jahren als Sitz der beiden Verfassungsorgane wurde das Bundeshaus mehrfach erweitert und umgebaut, bis die Institutionen 1999 aufgrund des Hauptstadtbeschlusses nach Berlin verlegt wurden. Den Plenarsaal übernahm anschließend das Internationale Kongresszentrum Bundeshaus Bonn, das heutige World Conference Center Bonn, in dem nationale und internationale Konferenzen stattfinden. Die südlichen Gebäudeteile sind seit 2013 als Sitz des Klimasekretariats der Vereinten Nationen Bestandteil des „UN-Campus“, der neben dem Bundeshaus auch das benachbarte ehemalige Abgeordnetenhaus Langer Eugen umfasst.

## Lage und Erschließung

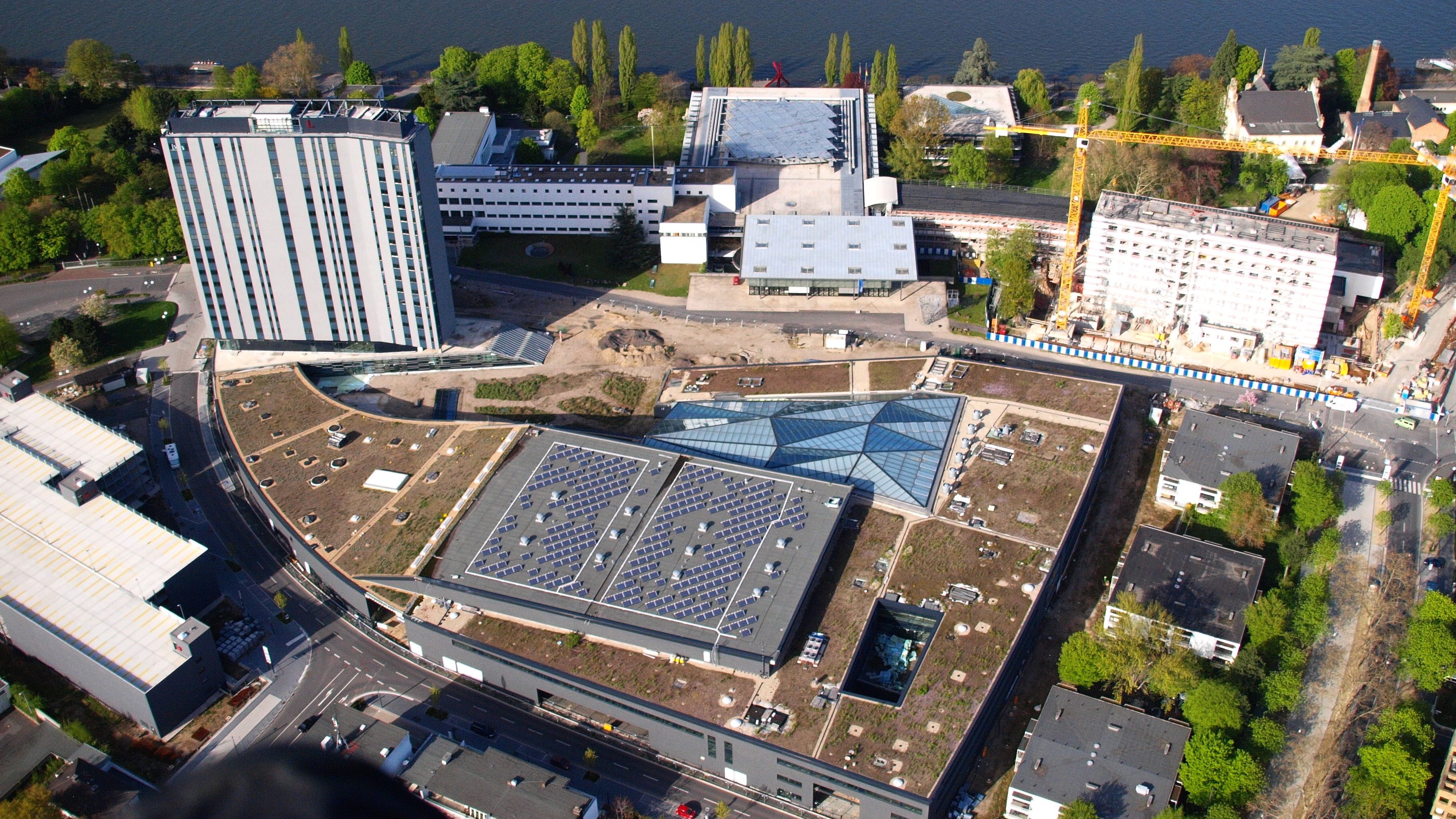
Luftaufnahme des World Conference Centers und des Bundeshauses, 2011

Das Bundeshaus befindet sich im Zentrum des heutigen Bundesviertels am Platz der Vereinten Nationen (bis 2006 Görresstraße) zwischen Dahlmannstraße im Norden und ehemaliger Hermann-Ehlers-Straße im Süden in unmittelbarer Nähe des Rheins. Während die Haupteingänge der verschiedenen Gebäudeteile am Platz der Vereinten Nationen liegen, sind der Plenarsaal und der Präsidialanbau („Vizepräsidentenanbau“) auch über die Rheinpromenade (Stresemannufer) zugänglich. Erreichbar ist der Gebäudekomplex über die B 9, der direkte Weg führt über die östlich davon abzweigende Heussallee.

## Geschichte

### Vor 1949: Pädagogische Akademie und Parlamentarischer Rat

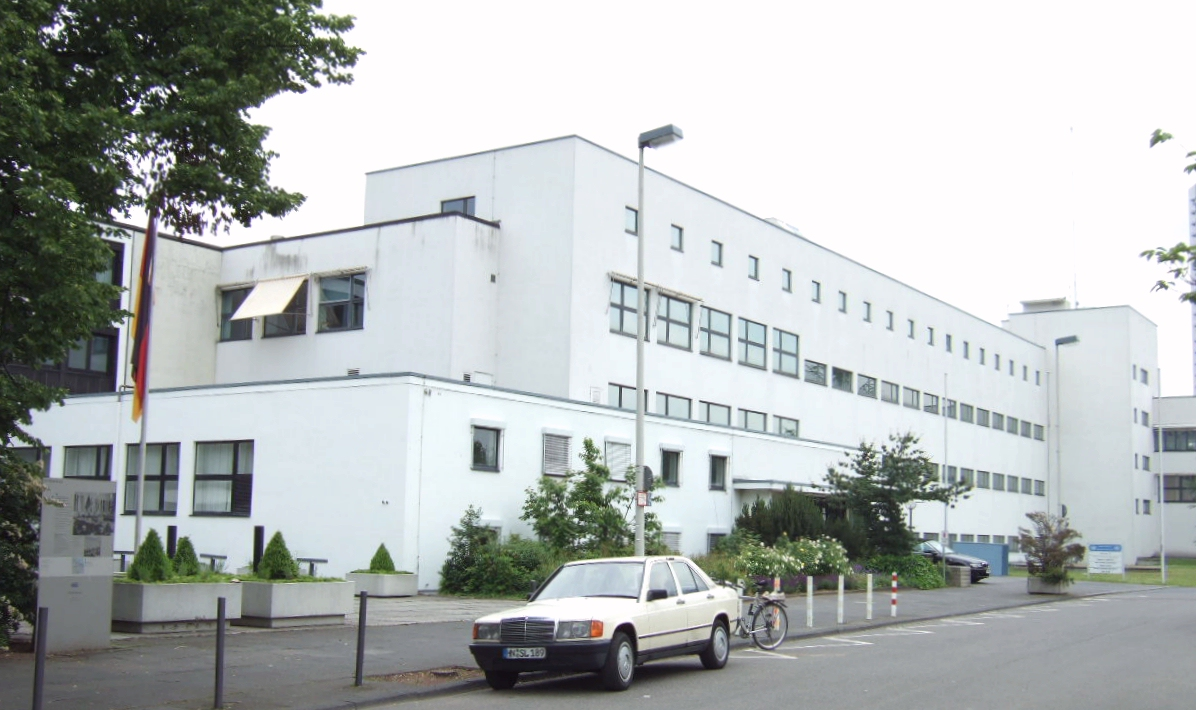
Bundeshaus – die ehemalige „Pädagogische Akademie“, 2006

Der Kern und Ursprung des Gebäudekomplexes wurde von 1930 bis 1933 in den Formen der Neuen Sachlichkeit nach einem Entwurf des Regierungsbaumeisters Martin Witte (1896–1930) als Neubau für die bereits bestehende Bonner Pädagogische Akademie (1926–1933) bzw. Hochschule für Lehrerbildung (ab 1933) errichtet. Die Grundsteinlegung für den Neubau erfolgte am 16. September 1930 – zwei Monate vor dem Tod Wittes. Im Sommer 1931 war der Rohbau fertiggestellt; gegen Ende des Jahres wurden die Arbeiten wegen finanzieller Schwierigkeiten für zwölf Monate eingestellt. Am 2. Oktober 1933 konnte der Neubau feierlich eingeweiht werden und am Ende des Jahres die provisorische Aufnahme des Lehrbetriebs erfolgen. Die Fertigstellung der Innenausstattung und der Einrichtung zogen sich noch bis Jahresende 1938 hin. Der Neubau gliederte sich in ein langgestrecktes Seminargebäude, einen nordwestlichen Vorbau mit Hörsaal und Hausmeisterwohnung sowie dem Eingang, ein dazu rechtwinkliges rheinseitiges Aulagebäude mit innenseitigem Verwaltungstrakt und „Tagesheim“ (Aufenthaltsräume für Studenten) sowie als südöstliche Vorbauten ein weiteres Hörsaalgebäude mit Treppenhaus und eine Turnhalle.
Nachdem 1948 entschieden worden war, den Parlamentarischen Rat in Bonn tagen zu lassen, wurden geeignete Räumlichkeiten zur Unterbringung des Gremiums gesucht. Die Wahl fiel dabei auf die Gebäude der Akademie, weil sie ausreichend Platz zur Aufnahme des Verfassungskonvents boten. Von September 1948 bis zur Verabschiedung des Grundgesetzes im Mai 1949 tagte er in der ehemaligen Aula der Pädagogischen Akademie. Die Alliierte Hohe Kommission suchte weiter nach einem Sitz für die zukünftigen Staatsorgane der Bundesrepublik Deutschland, auch Bonn bewarb sich und war damit eine Option in der so genannten „Hauptstadtfrage“. Frankfurt am Main, der wesentliche Konkurrent um den Hauptstadtstatus, ließ seit 1949 einen Plenarsaal errichten. Um Frankfurt zuvorzukommen, ließ Bonn durch den Architekten Hans Schwippert innerhalb weniger Monate ebenfalls einen Plenarsaal errichten, der an die zum Foyer umgebaute Turnhalle der Akademie angeschlossen wurde. Das gesamte Gebäude wurde ab Frühjahr 1949 von Schwippert zum Parlamentsgebäude umgebaut. Ende März wurde das Stahlskelett für den Plenarsaal errichtet, am 5. Mai konnte das Richtfest gefeiert werden. Am 10. Mai 1949 erhielt Bonn in geheimer Abstimmung des Parlamentarischen Rates mit 33 zu 29 Stimmen die Stimmenmehrheit und wurde somit zum „vorläufigen Sitz der Bundesorgane“ ernannt. Anfang Juli 1949 war der Plenarsaal bis auf das Gestühl fertiggestellt.
Ab dem 10. August 1949 wurde der erweiterte Komplex der ehemaligen Pädagogischen Akademie offiziell als „Bundeshaus“ bezeichnet. Provisorisch kamen hier auch Landesvertretungen unter, die jedoch nur wenige Büros in Anspruch nehmen konnten. Am 7. September 1949 fand im Plenarsaal die erste Sitzung des Deutschen Bundestages und in der früheren Aula die erste Sitzung des Bundesrates statt, dessen Büros und weitere Sitzungssäle im 1949 neugebauten Nordflügel des Bundeshauses untergebracht wurden. Am 3. November 1949 wurde die Hauptstadtfrage durch den 1. Deutschen Bundestag endgültig zugunsten von Bonn entschieden.

### 1949–1999: Deutscher Bundestag und Bundesrat

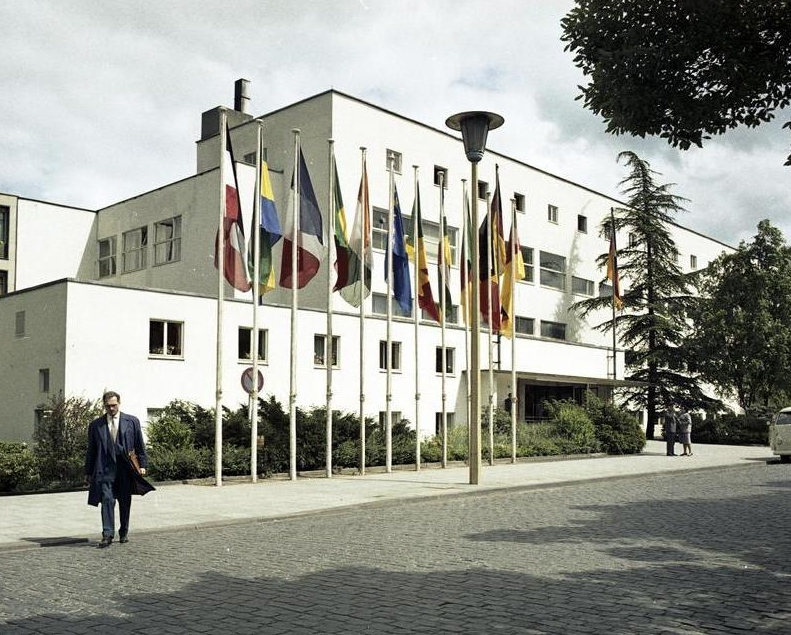
Bundeshaus, 1961

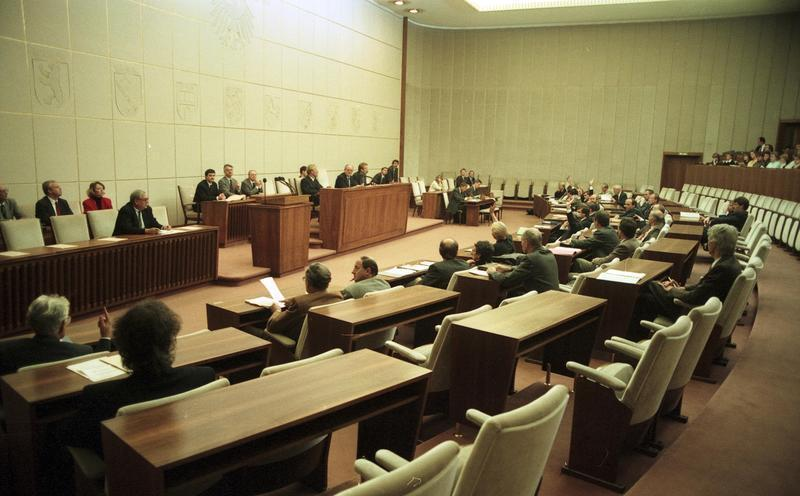
Bundesrat, 1990

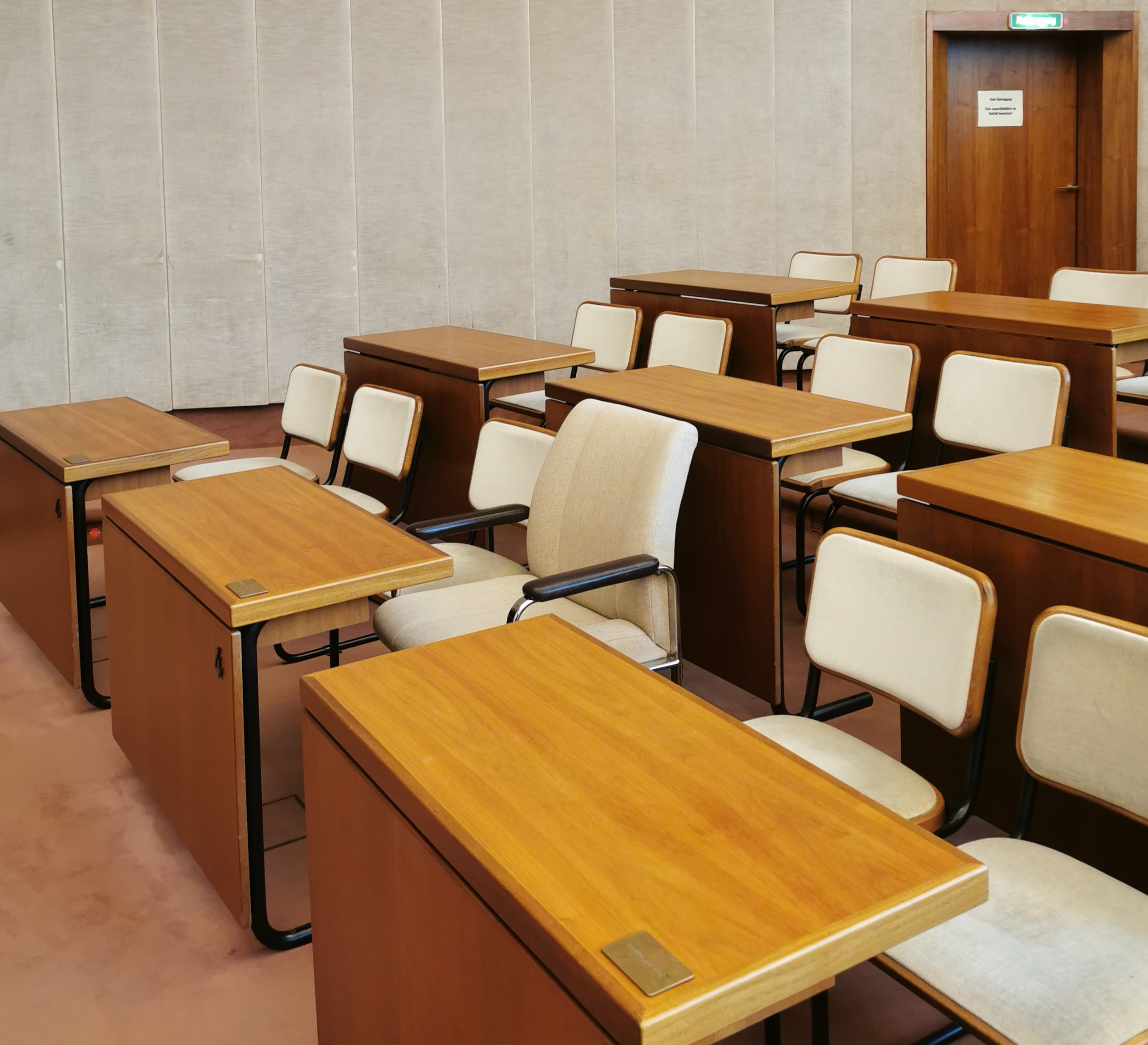
Extra-Stuhl mit Armlehnen für Heide Simonis in der letzten Sitzung des Bundesrats in Bonn am 14. Juli 2000

Nachdem der Standort der Regierungsorgane abschließend festgelegt worden war, wurde das Bundeshaus als Sitz der Legislative und zweier Verfassungsorgane weiter ausgebaut. Da Bonn nur provisorische Hauptstadt bleiben sollte, wurde bei den Planungsaufträgen auf große Funktionalität und Wirtschaftlichkeit geachtet. Zu der ersten Erweiterung, die noch im Jahre 1949 ebenfalls nach Plänen Schwipperts durchgeführt wurde, zählten der Anbau eines rheinseitigen Restaurantvorbaus sowie die Errichtung eines Nord- und eines Südflügels. 1951 kamen als zweite Erweiterung des Bundeshauses an dessen südlichem Ende auf dem Fundament eines vorhandenen Luftschutzbunkers ein zunächst siebengeschossiges Abgeordnetenhaus (heute „Altes Abgeordnetenhochhaus“) und ein Zwischentrakt hinzu. Eine dritte Erweiterung im Jahre 1953 durch die Bundesbaudirektion umfasste einen dreiflügeligen Ministertrakt, eine Verlängerung des Plenarsaals sowie einen Fraktionsbau am südlichen Ende des Gebäudekomplexes. Erst durch Übereignungsvertrag vom 9. Mai 1953 ging das Bundeshaus vom Land Nordrhein-Westfalen in den Besitz der Bundesrepublik Deutschland über.
1955 wurde der Sitzungssaal der Länderkammer umgebaut. Im Bundestag votierten die Abgeordneten für die bereits von Schwippert für den Plenarsaal vorgeschlagene neuartige kreisrunde Anordnung ihrer Sitze. Dies empfand die Bundesregierung jedoch als zu „modernistisch“; deshalb wurde die ursprüngliche Sitzordnung beibehalten, bei der die Abgeordneten von der Regierung abgetrennt und die Regierungsmitglieder auf einem erhöhten Podest saßen.
1967 war ein Gutachten des Regierungspräsidenten Heinrich Stakemeier, erstellt auf Weisung des Innenministers des Landes NRW, zu dem Ergebnis gekommen, dass die Stadt Bonn seit der Bestimmung zur vorläufigen Bundeshauptstadt 1949 den ihr gestellten Aufgaben, die Funktionen einer Bundeshauptstadt zu übernehmen „nicht gerecht geworden sei und auch nicht gerecht werden konnte.“
Der daraufhin erfolgte Wettbewerb Städtebaulicher Entwurf – Bauten des Bundes und ihre Integration in die Stadt Bonn wurde im Jahr 1972 entschieden. Der 1. Preis des bis dato unbekannten Büros Legge-Suwelack aus Lammersdorf, eine abstrakte Rasterstruktur von Neubauten, sah vor, die bislang über den Großraum Bonn verstreuten Ministerien bis 1985 auf zwei Hochhaus-Zentren beiderseits des Rheins zu konzentrieren und mit einer glasüberdachten Fußgängerbrücke zu verbinden. Die Kosten eines entsprechenden Umbaus der Stadt Bonn wurden von einer Arbeitsgruppe des damaligen Bundesbauministers Hans-Jochen Vogel auf 13 Milliarden Mark geschätzt. Das Ergebnis des Wettbewerbs, an dem auch das Büro des Kölner Architekten O.M. Ungers teilnahm, wurde jedoch nicht umgesetzt.
Stattdessen entwickelte sich eine dezentrale Verteilung der Regierungsbauten über das Bonner Stadtgebiet. Im Zuge der Planungen für einen Neubau von Deutschem Bundestag und Bundesrat sollte auch die „Parlamentsvorzone“ neu geordnet und dabei – dies ergaben städtebauliche Gutachten im Jahre 1978 – nach Vorbild der überbauten Görreswiese eine neue Parkanlage als „Grüne Zone“ geschaffen werden. Die dadurch entstandene lockere Bebauung im engeren Regierungsviertel um Bundeshaus und das durch Egon Eiermann 1969 fertiggestellte Abgeordnetenhochhaus, den sog. „Langen Eugen“, beförderte in den achtziger Jahren den Ruf nach einem größeren freien Platz, einer „Grünen Mitte“, für das Bundesdistrikt. „Die Befürworter sahen darin die Möglichkeit für die Bürger, selbst ihren Vorstellungen zur Gestaltung des staatlichen und gesellschaftlichen Lebens und damit ihrer Mitverantwortung für die Gestaltung der Gesellschaft Ausdruck zu geben.“
1986 entschied sich der Bundestag nach jahrzehntelangen Diskussionen und einer Vielzahl immer wieder verworfener architektonischer und städtebaulicher Entwürfe (u. a. von Egon Eiermann und Sep Ruf) zu einem Neubau des Plenarsaals. Trotz intensiver gegenteiliger Bemühungen der Denkmalpflege, einer Reihe von Politikern und engagierten Bürgern und einer Reihe von Gutachten, die den Altbau als sanierungsfähig darstellten, wurde der inzwischen denkmalgeschützte Alte Plenarsaal Schwipperts nach 2.168 dort bis zum 27. Juni 1986 abgehaltenen Plenarsitzungen Mitte Oktober 1987 abgerissen.

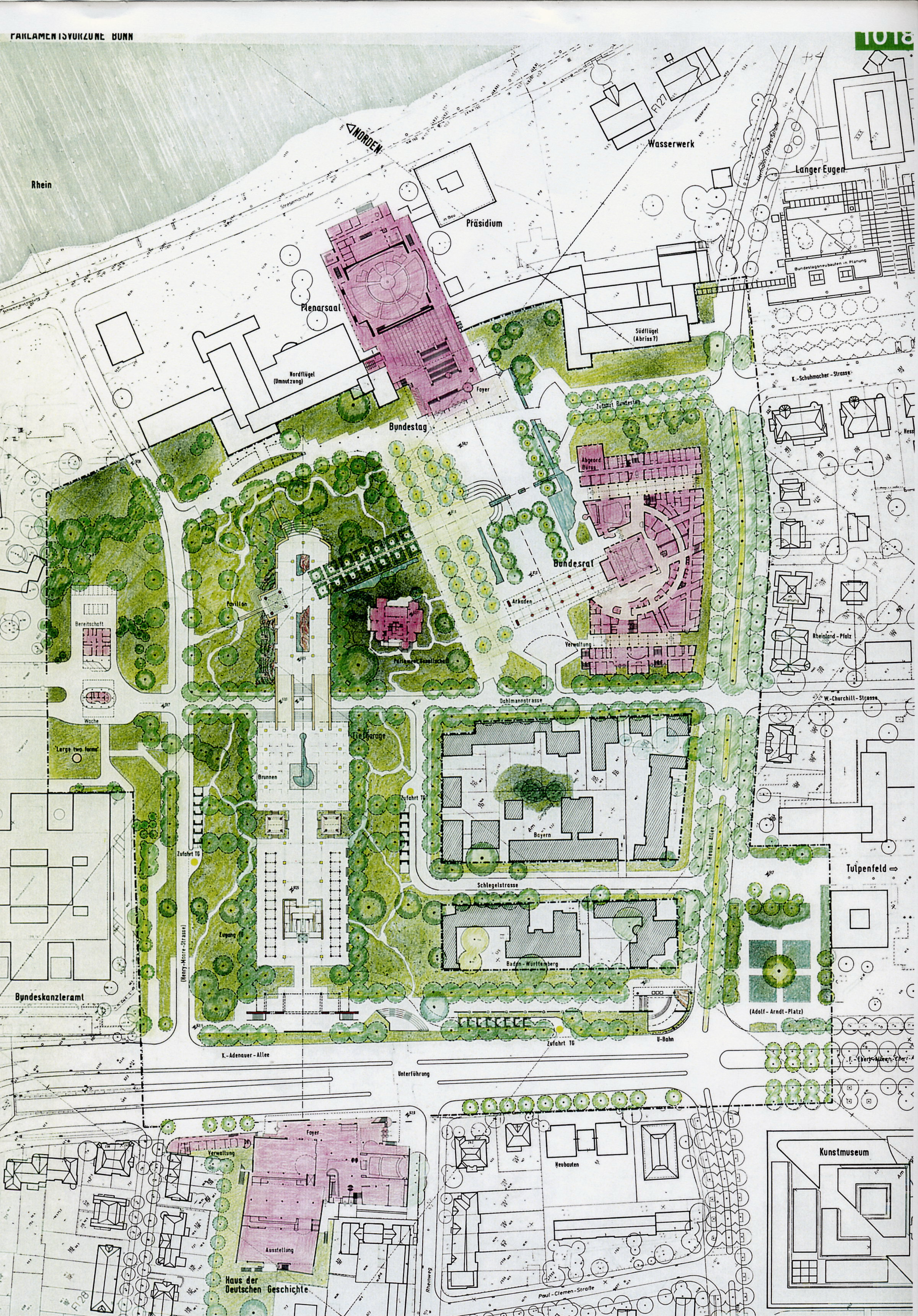
Wettbewerb „Parlamentsvorzone Bonn“, Riemann + Roy, 1988

Es folgte 1988 der Wettbewerb Ausbau der Bundeshauptstadt – Wettbewerb Parlamentsvorzone, bei dem der städtische Raum zwischen dem im Bau befindlichen Plenarsaal am Rhein („Behnisch-Bau“) und dem noch nicht begonnenen Haus der Geschichte an der B 9 zu definieren war. Mitten darin die denkmalgeschützte Bayerische Landesvertretung von Sep Ruf, das Haus der „Deutschen Parlamentarischen Gesellschaft“ (Villa Dahm) und die Landesvertretung Baden-Württemberg. Die Vorschläge beinhalteten die teilweise Übernahme der Idee der Grünen Mitte als auch den Neubau des Bundesrates, für den 1989 ein gesonderter Ideenwettbewerb Bundesrat Bonn ausgelobt worden war.
„Von den geplanten Neubauten für Bundesrat und Bundestag blieb – auch auf Grund der klammen Haushaltslage des Bundes – nur der Neubau des Plenarsaals übrig“. Mit Entwurf, Planung und Ausführung war 1983 das Stuttgarter Architekturbüro Behnisch & Partner beauftragt worden, das den mehrstufigen Wettbewerb im Jahr 1974 gewonnen hatte. Die Bauarbeiten für den neuen Plenarsaal (Baukosten: ca. 120 Millionen Euro) begannen 1988, 1990 war das Gebäude weitgehend fertiggestellt. Die Sitzordnung des Bundesrates wurde für die Vertreter aller 16 Bundesländer erweitert. Mit der kreisrunden Sitzanordnung wurde am 30. Oktober 1992 der neue Plenarsaal nach 20 Jahren Planungs- und vier Jahren Bauzeit feierlich eingeweiht.
Während der Baumaßnahmen tagte der Bundestag im benachbarten ehemaligen Wasserwerk. Nach der feierlichen Einweihung am 30. Oktober 1992 fand die erste reguläre Sitzung im neuen Parlamentsgebäude am 4. November 1992 statt. Nachdem in einer Sitzung am 24. November 1992 die Mikrofonanlage ausfiel, versammelte sich der Bundestag wiederum im Wasserwerk, bis er am 22. September 1993 wieder ins Bundeshaus umzog. Am 20. Juni 1991 beschloss der Deutsche Bundestag im Berlin/Bonn-Gesetz, seinen Sitz nach Berlin zu verlegen.
Am 1. Juli 1999 fand mit der Vereidigung des Bundespräsidenten Johannes Rau die letzte Sitzung des Parlamentes in Bonn statt. Im November 2000 zogen die letzten 900 Mitarbeiter der Bundestagsverwaltung von Bonn nach Berlin um. Anschließend verblieb in Bonn nur noch die hier an acht verschiedenen Standorten, darunter dem Alten Abgeordnetenhochhaus, untergebrachte Bibliothek des Deutschen Bundestages, die von März bis Mai 2004 nach Berlin verlegt wurde.
Weitere durch den Deutschen Bundestag genutzte Gebäude in Bonn waren neben Teilen der Allianzbauten am Tulpenfeld die Villa Adenauerallee 208 (Bundestagsverwaltung), der Godesberger Hof im Ortsteil Rüngsdorf (Wehrbeauftragter des Deutschen Bundestages) und die Villa Dollendorfer Straße 10 im Ortsteil Plittersdorf (Dienstvilla des Bundestagspräsidenten).

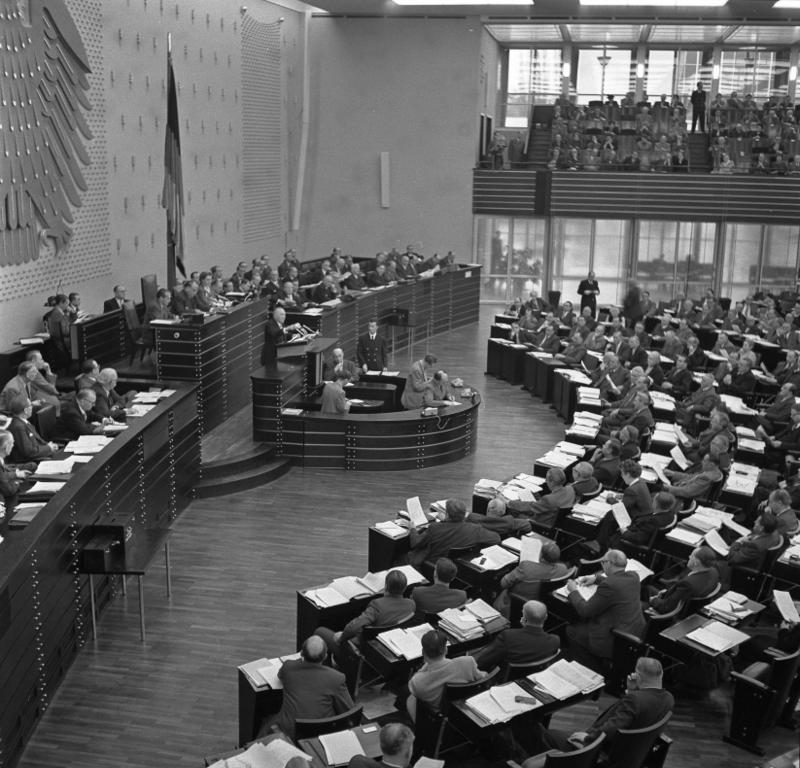
Plenarsaal 1954 (Debatte über die Pariser Verträge)
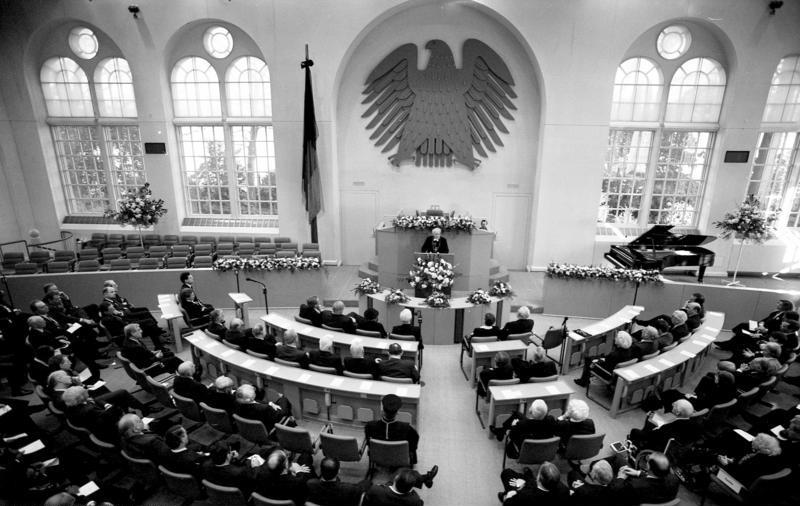
Plenarsaal Altes Wasserwerk 1990 zur Trauerfeier von Gerhard Schröder
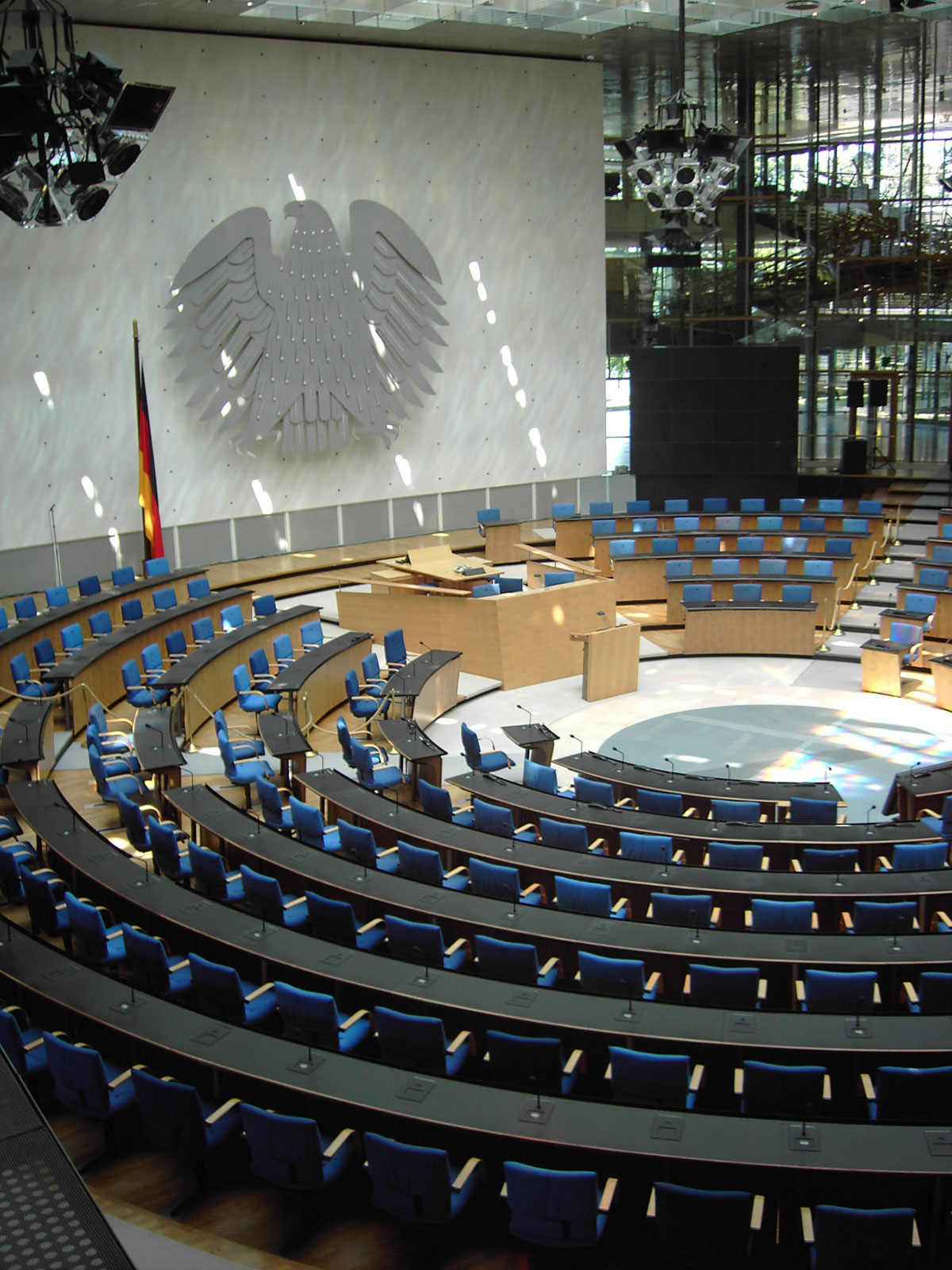
Plenarsaal 2005 mit Bundesadler
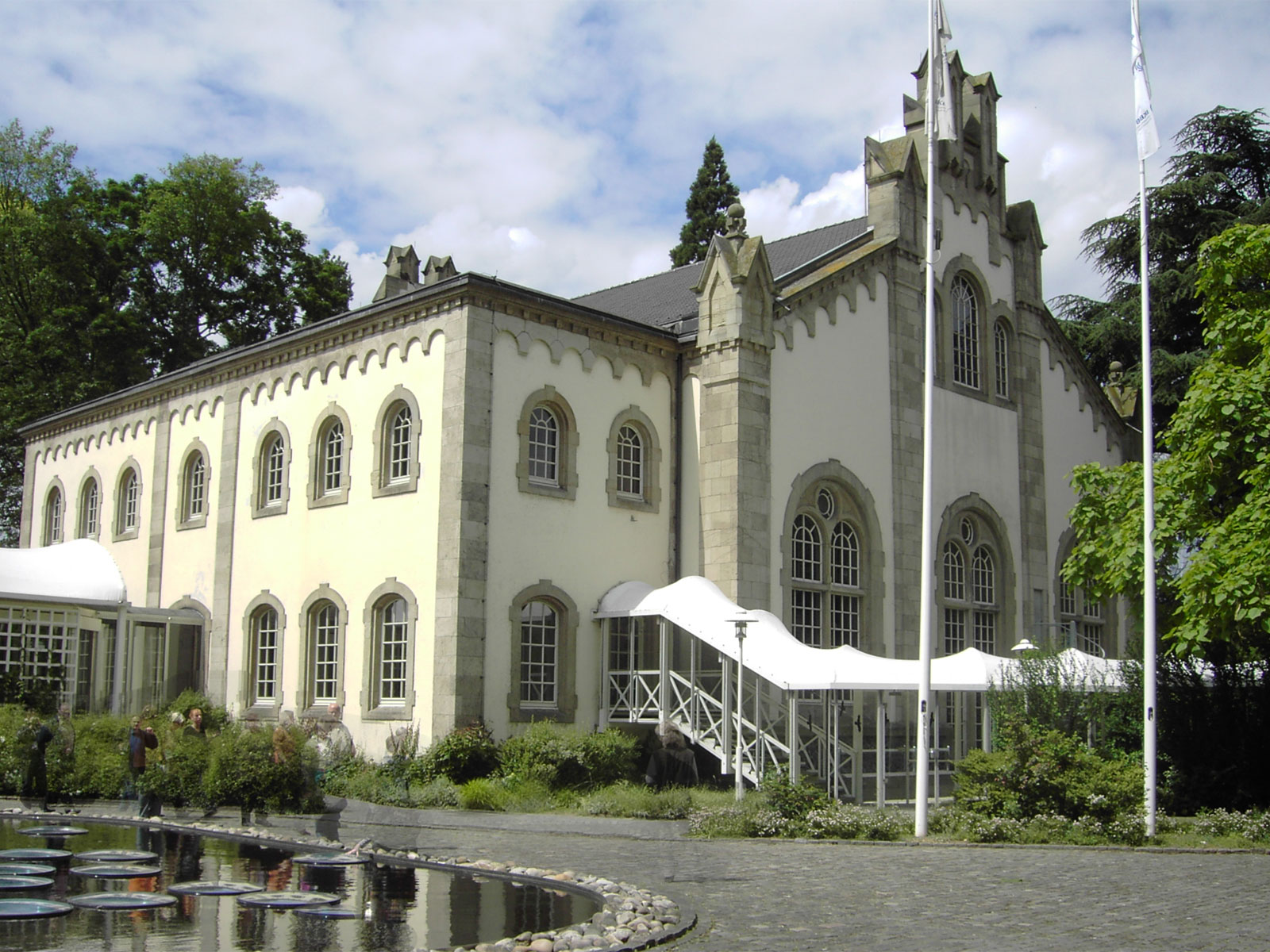
Plenarsaal Altes Wasserwerk (Tagungsort 1986–1992) im Jahr 2005

### Seit 1999: IKBB/WorldCCBonn, Bundesrat und Vereinte Nationen

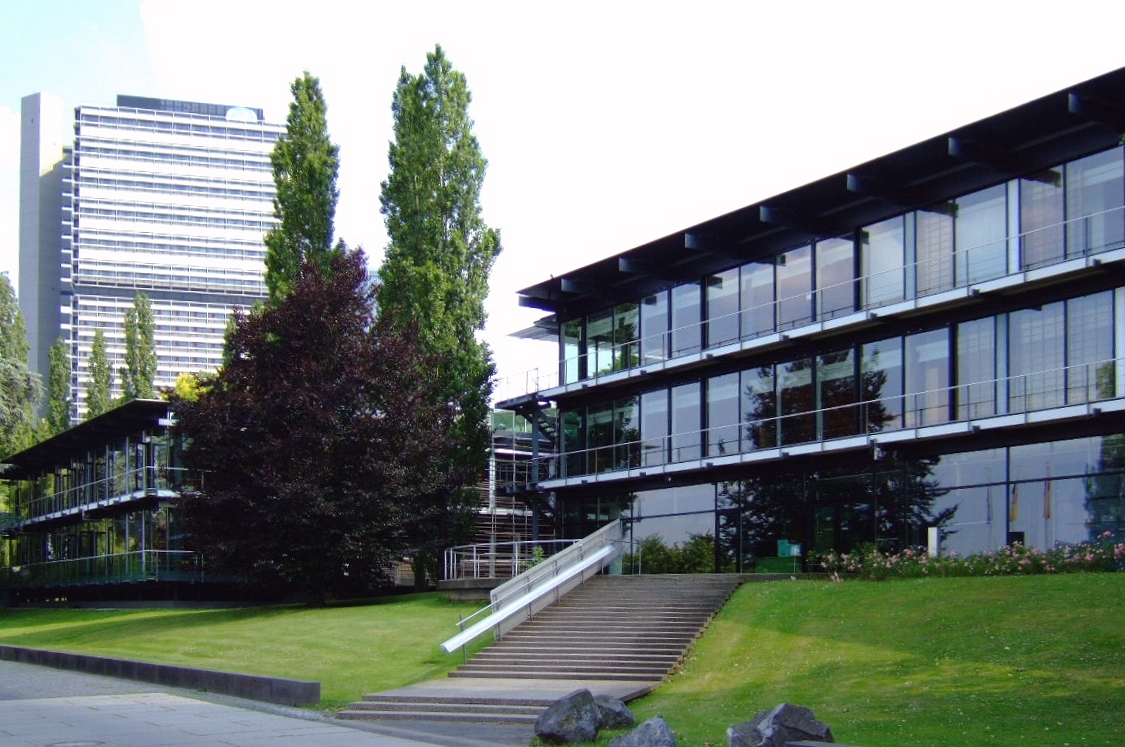
Rheinseite des Plenarsaals mit Vizepräsidentenbau

Am 29. Oktober 1999 wurde der Plenarsaalbau der Bundesstadt Bonn übergeben, um das Gebäude für das Internationale Kongresszentrum Bundeshaus Bonn (IKBB) (seit 2007 World Conference Center Bonn, WorldCCBonn) zu nutzen. Am 14. Juli 2000 fand mit der 753. die letzte Plenarsitzung des Bundesrates in Bonn statt, nachdem dieser am 27. September 1996 entschieden hatte, seinen Hauptsitz nach Berlin zu verlegen. Seitdem unterhält der Bundesrat eine Außenstelle in Bonn. Zunächst fanden hier außerhalb der Sitzungswochen des Bundestages die Sitzungen der Ausschüsse – mit Ausnahme des Gesundheitsausschusses und des Verteidigungsausschusses – statt, die mit den Bundesministerien mit Hauptsitz in Bonn korrespondieren: der Ausschuss für Umwelt, Naturschutz und Reaktorsicherheit, der Ausschuss für Agrarpolitik und Verbraucherschutz und der Ausschuss für Kulturfragen. Im März 2001 übernahm das Bundesministerium der Finanzen vom Deutschen Bundestag die Verantwortung für dessen ehemalige Plenargebäude. Für das technische und infrastrukturelle Gebäudemanagement im IKBB war die Gebäude-Controlling-Institution (GCI) des Bundesamts für Bauwesen und Raumordnung (später der Bundesanstalt für Immobilienaufgaben) zuständig. Am 1. Oktober 2002 übernahm die Stadt die Trägerschaft für das IKBB.
Das Kerngebäude des Bundeshauses, vormals durch den Deutschen Bundestag genutzt, übernahmen zunächst Organisationen der Vereinten Nationen (UN), bis diese 2006 den zunächst auf den Langen Eugen beschränkten UN-Campus beziehen konnten. Die südlichen Gebäudeteile einschließlich des Alten Abgeordnetenhochhauses wurden von 2009 bis 2013 als Erweiterung des UN-Campus für das Klimasekretariat hergerichtet.

## Gebäude
Das Bundeshaus besteht im Wesentlichen aus neun Gebäuden bzw. Gebäudeteilen. Das wohl bekannteste ist der 1992 fertiggestellte Plenarsaal, in dem bis 1999 der Deutsche Bundestag tagte. Alle Gebäude sind miteinander verbunden. Bundeshaus, Nordflügel/Bundesratssaal und Plenarsaal sind Stationen des Geschichtswegs Weg der Demokratie.

### Plenarsaal, Foyer und Rheinlobby

#### Plenargebäude von 1949
Der Plenarsaal entstand 1949 im Anschluss an die zur Wandelhalle („Lobby“) umfunktionierte und mit einer umlaufenden Galerie versehene ehemalige Turnhalle der Pädagogischen Akademie. Der Plenarsaal wurde als selbsttragende Stahlkonstruktion errichtet und in den 1950er Jahren mehrfach umgestaltet. 1984 wurde festgestellt, dass es sich um ein Kulturdenkmal handelt, 1987 wurde er zusammen mit der Wandelhalle abgerissen.

#### Neues Plenargebäude

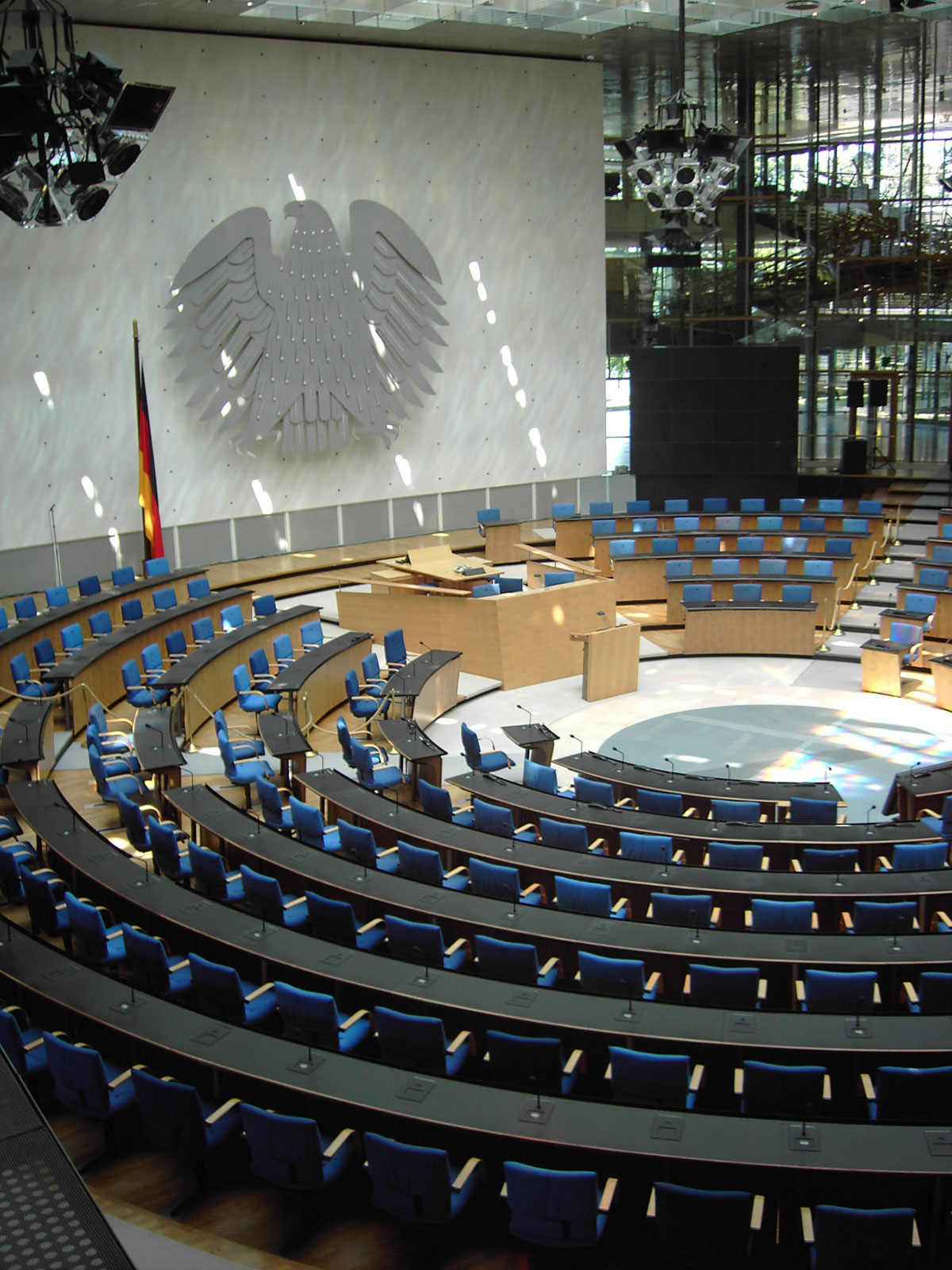
Plenum

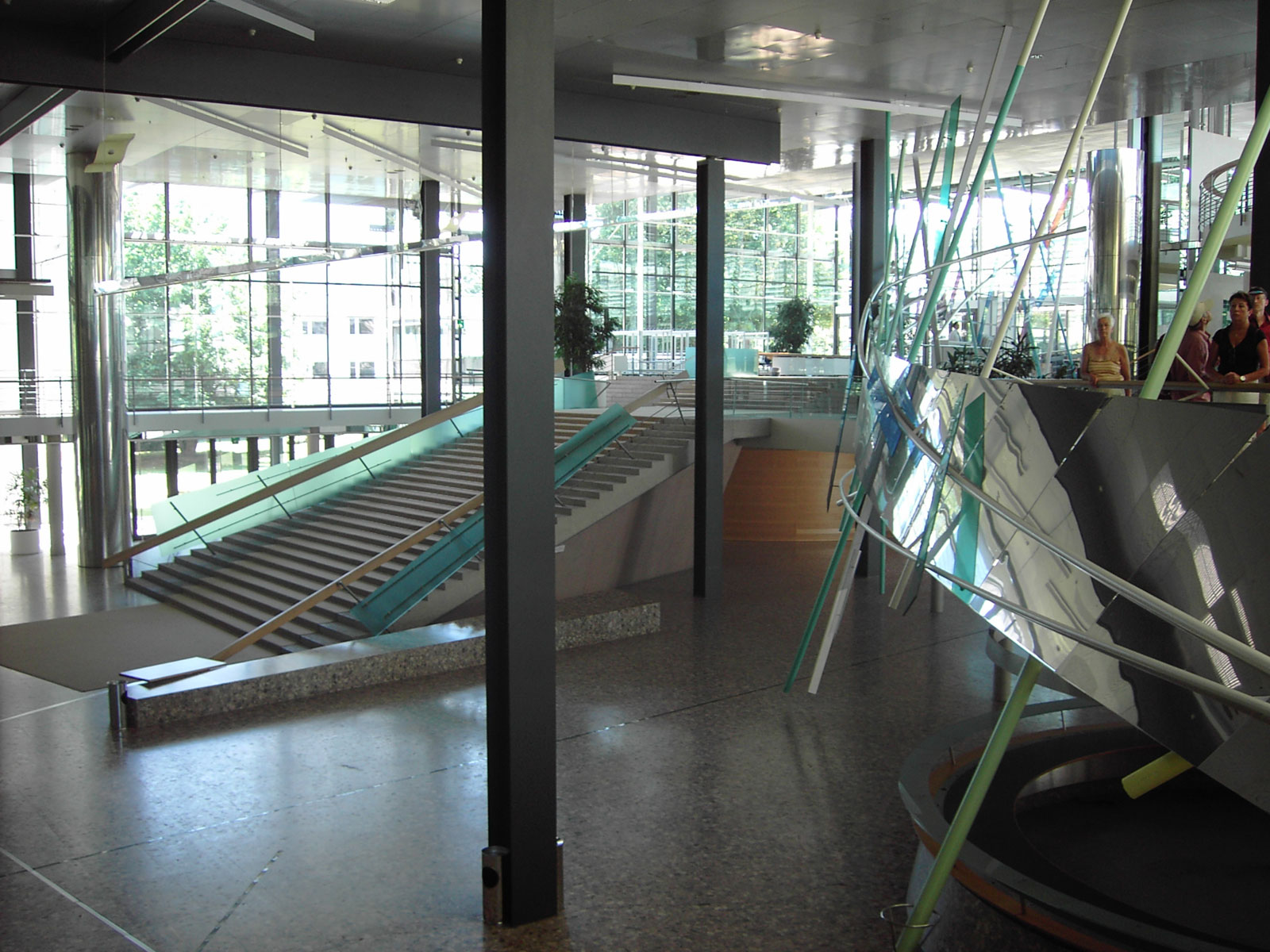
Foyer

Das neue Plenargebäude wurde bis 1992 anstelle des ehemaligen Baus von Hans Schwippert zusammen mit dem Vizepräsidentenanbau nach Plänen der Stuttgarter Architekten Behnisch & Partner errichtet und dabei auch das alte Bundestagsrestaurant umgebaut und neugestaltet. Heute wird er als Teil des „World Conference Center Bonn“ genutzt, zu dessen 2015 eröffnetem Erweiterungsbau eine unterirdische Passage führt. Seitdem das Kongresszentrum seinen Betrieb aufgenommen hat, fanden hier zahlreiche national wie international bedeutende Konferenzen und Tagungen statt. Der Plenarsaal kann außerhalb der Kongressnutzungszeiten besichtigt werden. Das Plenum hat eine Grundfläche von 1230 m². Das Gebäude sollte dem Geiste der Bundesrepublik folgend Transparenz, Bürgernähe und Bescheidenheit ausdrücken: Alle Bereiche des Glas- und Stahlgebäudes sind einsehbar, es gibt keine einzige durchgehende Wand. Die aus statischen Gründen unvermeidlichen Betonwände sind durch großflächige Kunstwerke kaschiert.
Die Sitzordnung ist im Unterschied zu bisherigen Parlamentsgebäuden kreisrund gewählt. Dadurch saßen die Abgeordneten in den Fraktionen der Regierung, dem Präsidium und dem jeweiligen Redner nicht gegenüber, sondern mit ihnen zusammen. Außensitze werden auf diese Weise vermieden. Seit der Bundestagswahl 1998 ist die Sitzordnung unverändert, lediglich die Stenografenplätze vor dem Rednerpult wurden entfernt. Der eigentliche Plenarsaal liegt unter dem Boden der Umgebung, wodurch das gesamte Gebäude kleiner und somit bescheidener wirkt. Die Eingänge für die Abgeordneten und für die Besucher liegen nur wenige Meter auseinander und auch das 1200 m² umfassende Foyer, das zusammen mit der Rheinlobby den Plenarsaal umrahmt und beispielsweise für Bankette dient, ist von einem Besucherbalkon einsehbar. Zum Rhein hin liegt der Präsidialbereich, der dem Bundestagspräsidenten vorbehalten war.
Der Bundestagsadler, die so genannte „Fette Henne“, ist eine Kopie des ersten Adlers aus dem alten Plenarsaal, die aus gestalterischen Gründen aus Aluminium anstatt aus Gips gefertigt wurde. Das Gefieder des Wappenvogels ist asymmetrisch und lückenhaft, um den Abgeordneten vor Augen zu führen, dass sie niemals Perfektion erreichen werden. Bemerkenswert ist, dass sich von der gesamten Symbolik nur sehr wenig im umgebauten Reichstagsgebäude wiederfindet. Dessen Architekt Norman Foster erklärte: „Das Gebäude, das am Ende dort stehen wird, [wird] nichts mit dem Behnisch-Bau in Bonn zu tun haben“.
Nach einem Beschluss des Stadtrats im Dezember 2014 wurde die Restaurantküche des ehemaligen Plenargebäudes bei Kosten von etwa drei Millionen Euro zu einer Catering-Küche für die WorldCCBonn-Bestandsbauten umgebaut. Die Finanzierung ist aus Mitteln einer im Februar 2016 zwischen dem Bund und der Bundesstadt Bonn abgeschlossenen Fördervereinbarung „Stärkung VN-Standort Bonn“ im Rahmen des „Zukunftsinvestitionsprogramms“ (ZIP) erfolgt. Ebenfalls im Rahmen des ZIP wurden im Plenargebäude die Beschallungsanlage, die Kameratechnik und Tischsprechstellen instand gesetzt und modernisiert.

### Kerngebäude

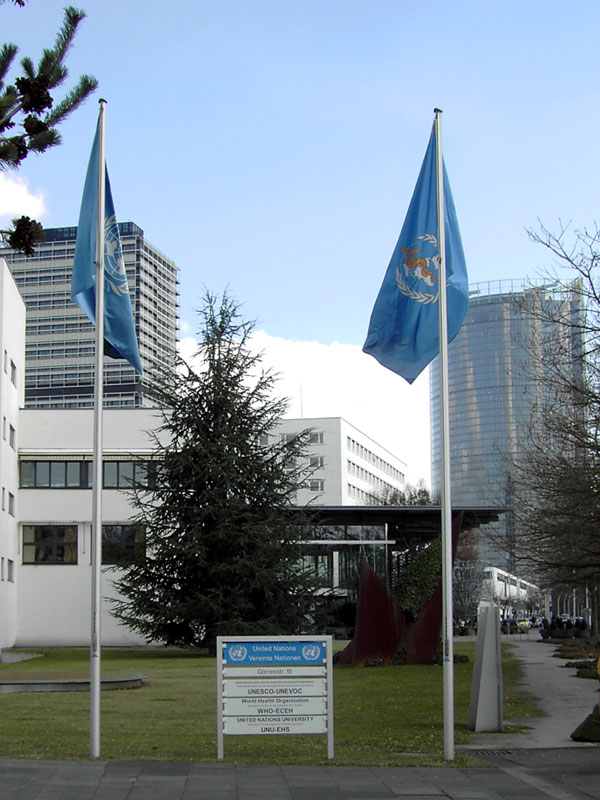
Die Vereinten Nationen im Kerngebäude des Bundeshauses, 2005

Das zum Platz hin vier- und rheinseitig fünfgeschossige Kerngebäude des Bundeshauses – das ehemalige Seminar- und Hörsaalgebäude der Pädagogischen Akademie – ist zusammen mit dem ehemaligen Aulagebäude (später Bundesratsgebäude) der älteste der heute neun Gebäudeteile. 1930 bis 1933 im Bauhausstil nach Plänen des Regierungsbaumeisters Martin Witte erbaut, wurde er ab 1949 durch den Deutschen Bundestag genutzt. Noch im selben Jahr wurde für den Bundestag nach Plänen von Hans Schwippert rheinseitig zwischen Nordflügel und Plenargebäude ein langgestrecktes eingeschossiges Restaurant mit einem Fassungsvermögen von 800 bis 1000 Personen vorgebaut. Bis zur Eröffnung des unweit gelegenen UN-Campus 2006 waren dort übergangsweise UN-Organisationen untergebracht. Heute wird das Gebäude zum Teil privatwirtschaftlich genutzt; seit Anfang 2013 hat dort auf etwa 750 m² zudem der mit den Vereinten Nationen verbundene Globale Treuhandfonds für Nutzpflanzenvielfalt mit rund 30 Mitarbeitern seinen Sitz, die Einweihung erfolgte am 22. Mai 2013.

### Nordflügel und Bundesratssaal

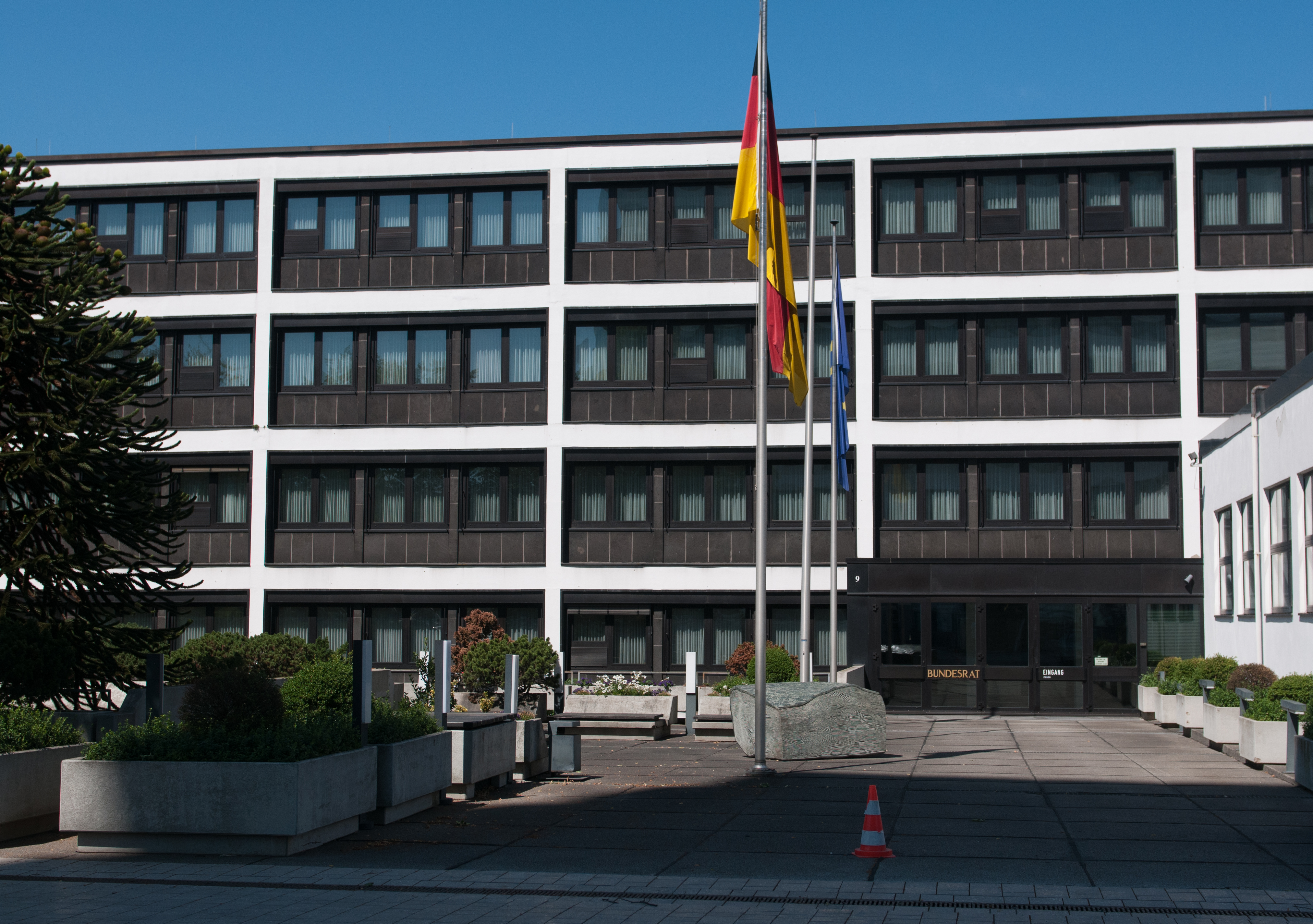
Nordflügel des Bundeshauses, 2015

Der Nordflügel wurde 1949 im Zuge der ersten Ausbauphase des Bundeshauses für den Bundesrat errichtet (daher auch die Bezeichnung „Bundesratsgebäude“) und beherbergt heute dessen Außenstelle. Er ist fünfgeschossig in Stahlfachwerkbauweise errichtet, allerdings zwei Geschosse tiefer als das Kerngebäude des Bundeshauses angesetzt und besitzt daher zur Straße hin dieselbe Höhe. Ursprünglich beinhaltete er auch die Aufenthaltsräume für die Mitglieder des Bundeskabinetts; zudem stellte der Bundesrat anfänglich das 5. Obergeschoss dem Bundestag zur Unterbringung von etwa 70 Abgeordneten zur Verfügung, bis dessen endgültige Raumausstattung abgeschlossen war, sodass dem Bundesrat nur 20 Räume verblieben. Im Nordflügel fanden die Ausschusssitzungen und in der angrenzenden ehemaligen Aula der Pädagogischen Akademie („Bundesratssaal“) die Plenarsitzungen des Bundesrates statt. Am 26. Mai 1952 wurde im Bundesratssaal der Deutschlandvertrag unterzeichnet; zudem fanden im Nordflügel wiederholt Sitzungen des Bundeskabinetts statt. Im Bundesratsgebäude hatte Bundeskanzler Konrad Adenauer nach Ende seiner Amtszeit ein Arbeitszimmer. 2000 verlegte der Bundesrat, nachdem er als einziges Verfassungsorgan seinen Standort in der gesamten Bonner Zeit unverändert beibehalten hatte, seinen Hauptsitz in das ehemalige Gebäude des Preußischen Herrenhauses in Berlin, das als neues Bundesratsgebäude adaptiert wurde. Anfang der 2000er Jahre wurde der Nordflügel für rund zwei Millionen Euro saniert, insbesondere um Brandschutzauflagen zu erfüllen.
In der Außenstelle Bonn sind heute noch die Büros der folgenden Ausschüsse des Bundesrates beheimatet, die hier zudem im Bedarfsfall tagen, wenn ihre Sitzungstermine nicht in eine Sitzungswoche des Deutschen Bundestages fallen: Ausschuss für Verteidigung, Ausschuss für Auswärtige Angelegenheiten, Ausschuss für Agrarpolitik und Verbraucherschutz, Ausschuss für Umwelt, Naturschutz und Reaktorsicherheit, Ausschuss für Fragen der Europäischen Union und Ausschuss für Kulturfragen. Derzeit haben neun ständige Mitarbeiter des Bundesrates dort ihren Arbeitsplatz (Stand: 2006). Das Haus der Geschichte hat im Bundesrat ein am 6. September 2006 eröffnetes Informationszentrum Föderalismus eingerichtet, das über die Arbeit und Geschichte des Bundesrates sowie die des Föderalismus informiert. Im Foyer des Plenarsaals des Bundesrates wird seit 2016 die vom Sammlungsdirektor der Stiftung Haus der Geschichte der Bundesrepublik Deutschland Dietmar Preißler konzipierte Dauerausstellung Unser Grundgesetz gezeigt, die die Entstehungsgeschichte des Grundgesetzes beleuchtet. Im Rahmen von Begleitungen können die Ausstellung und der Bundesratssaal besichtigt werden.

### Südflügel

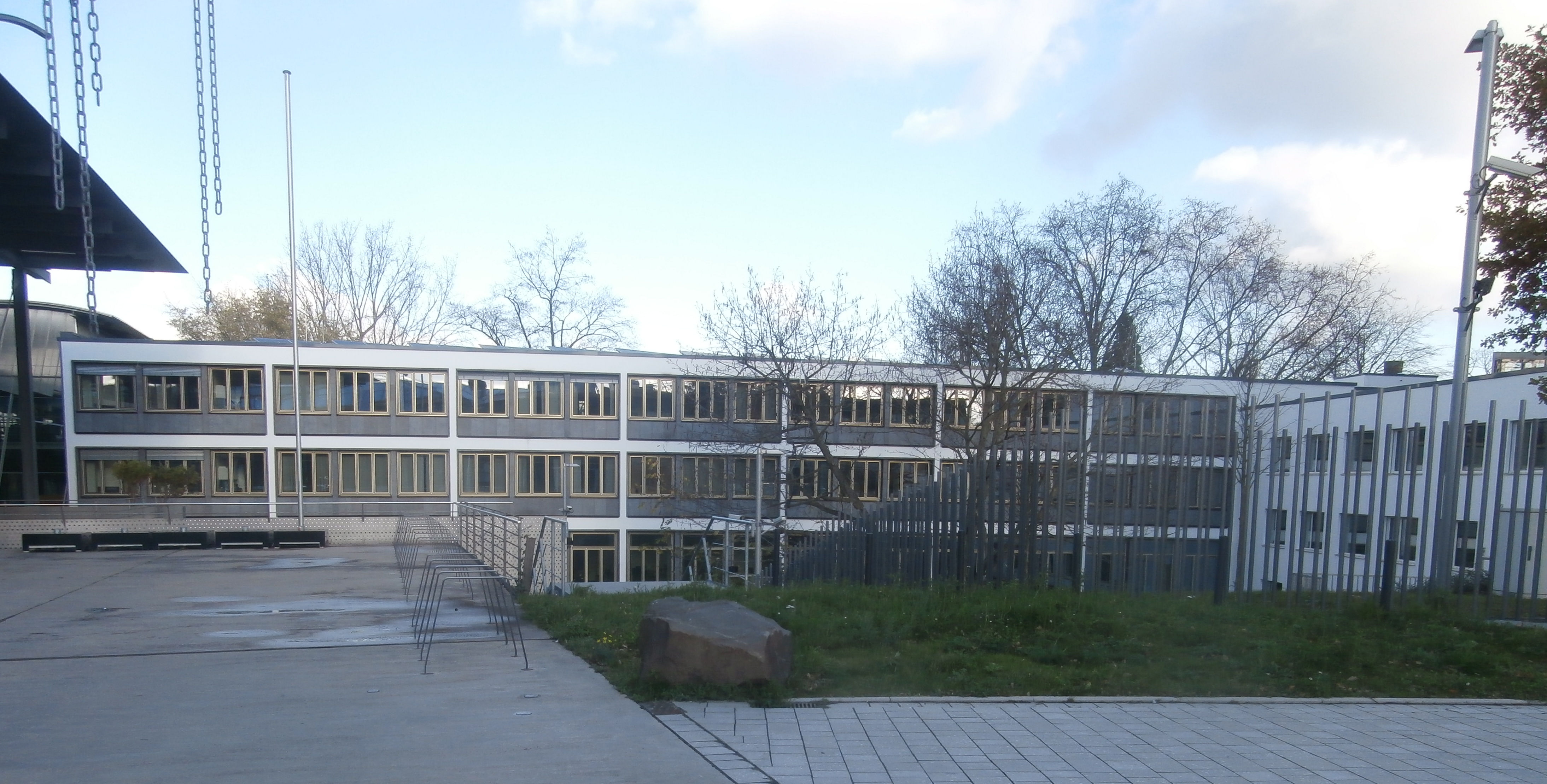
Südflügel, Ansicht vom Platz der Vereinten Nationen, 2015

Der Südflügel des Bundeshauses wurde 1949 im Zuge der ersten Ausbauphase nach einem Entwurf von Hans Schwippert in Stahlskelettbauweise errichtet. Er beinhaltete zunächst eine große Sitzhalle (Ruhehalle) im Erdgeschoss mit Platz für rund 150 Personen, Lese- und Schreibraum für die Abgeordneten, Bibliothek und Archiv, Büros für Verwaltung, Sekretariat und Stenographen, Tresorraum, Druckerei und Buchbinderei. Das 2250 m² umfassende, denkmalgeschützte Gebäude besteht aus einem Kellergeschoss, einem Erd- und zwei Obergeschossen mit circa 110 Büroräumen und einem Besprechungsraum. Es wurde bis 2013 saniert und ist seitdem Bestandteil des UN-Campus.

### Zwischenflügel
Der Zwischenflügel wurde 1951 nach einem Entwurf der Bundesbaudirektion im Zuge der zweiten Erweiterung des Bundeshauses gebaut. Er erstreckte sich ursprünglich auf einer Fläche von 590 m² und verbindet das „Alte Hochhaus“ mit dem Südflügel. Die 36 Büro- und drei Besprechungsräume verteilten sich auf ein Sockel- und ein Erdgeschoss sowie zwei Obergeschosse. Der Zwischenflügel konnte im Zuge der Herrichtung des südlichen Teils des Bundeshauses für den UN-Campus von 2009 bis 2013 aufgrund struktureller Mängel nicht erhalten werden und wurde neugebaut.

### Fraktionsbau
Der 1610 m² umfassende Fraktionsbau, in dem ehemals die einzelnen Bundestagsfraktionen ansässig waren, wurde 1953 ebenfalls nach den Plänen der Bundesbaudirektion erbaut. Er bestand aus zwei Gebäudeteilen mit a) einem Sockelgeschoss und drei Obergeschossen mit 31 Büroräumen, b) einem Kellergeschoss, zwei Obergeschossen und dem Fraktionsflügel mit jeweils eineinhalbgeschossigen Sitzungssälen (Fraktionssäle). Auch dieses Gebäude konnte im Zuge der Herrichtung des südlichen Teils des Bundeshauses für den UN-Campus von 2009 bis 2013 aufgrund struktureller Mängel nicht erhalten werden und wurde neugebaut.

### Altes Abgeordnetenhochhaus

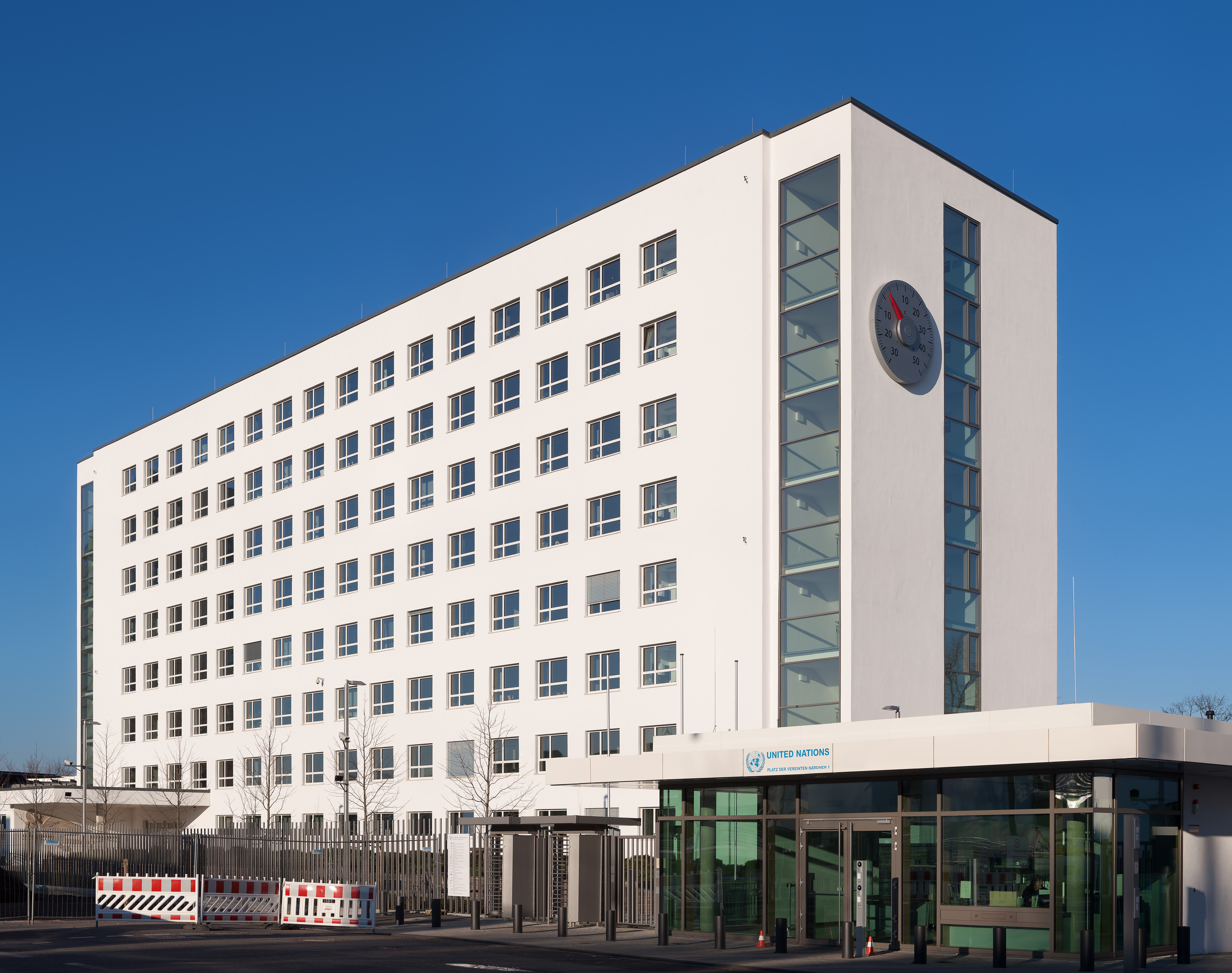
„Altes Abgeordnetenhochhaus“, 2014

Das offiziell „Altes Abgeordnetenhochhaus“ genannte achtgeschossige Gebäude wurde 1951 im Zuge der zweiten Erweiterung des Bundeshauses nach einem Entwurf der Bundesbaudirektion auf dem Fundament eines zweigeschossigen Luftschutzbunkers aus dem Zweiten Weltkrieg („Gronaubunker“; erbaut 1941) errichtet und 1964/65 um eine Etage aufgestockt sowie um einen Bibliotheksanbau anstelle der Terrasse ergänzt. Es enthält auf einer Fläche von 3990 m² zwei Untergeschosse auf der Ebene des Bunkers, ein Erdgeschoss sowie sieben Obergeschosse mit 160 Büroräumen. Bis zum Frühjahr 2004 befand sich hier in dem Bibliotheksanbau mit Katalogsaal noch ein Teil der Bundestagsbibliothek, bis diese ins Berliner Marie-Elisabeth-Lüders-Haus überführt wurde. Danach wurde das Gebäude den Vereinten Nationen überlassen, um dort einen Teil des UN-Campus einzurichten. Mit der dafür notwendigen Modernisierung und dem Umbau unter Abbruch des Bibliotheksanbaus wurde im September 2009 begonnen, Richtfest wurde im Oktober 2011 gefeiert, die Schlüsselübergabe erfolgte am 31. Oktober 2012, die offizielle Übernahme durch die Vereinten Nationen am 15. Juli 2013. Anschließend zog hier ein Teil der Mitarbeiter des Klimasekretariates der Vereinten Nationen ein.

### Präsidialanbau („Vizepräsidentenanbau“)
Der im Zuge des Plenarsaal-Neubaus bis 1992 für das Bundestagspräsidium errichtete Präsidialanbau („Vizepräsidentenanbau“) befindet sich an der Rheinseite. Er war den Vizepräsidenten des Bundestags und ihren Mitarbeitern sowie den Regierungsmitgliedern vorbehalten und gehört heute zum World Conference Center Bonn (WorldCCBonn). In dem Gebäude befinden sich 36 Tagungsräume und 7 Konferenzsäle. Dort gab es zeitweise Büros von SMI Hyundai, dem Investor, der das WorldCCBonn errichten und betreiben sollte. Heute sind dort unter anderem die Verwaltung des WorldCCBonn und einige vermietete Büroflächen anzufinden.

### Rezeption
Ehemalige Pädagogische Akademie

„Die Bonner Akademie [hat] den Vorzug der landschaftlich schönen Lage. Ihre klaren Linien begleiten den Rheinstrom und setzen die lebhaften Konturen einer sehr anspruchsvollen Villenromantik älteren Stils auf beruhigendere Weise fort.“

„[Eine] schlicht-monumental wirkende harmonische Anordnung der Baumassen, unterstützt von den ausgewogen proportionierten, mit Fensterbändern gegliederten, weißverputzten Fassaden.“

Bundeshaus

„Diese Gebäude am Rheinufer […] scheinen uns ein hervorragendes Beispiel dafür, wie Staatsbauten in einer Demokratie gestaltet werden können. Frei von eklektizistischer Pracht und kalter Repräsentation ist hier ein nobler, sachlicher Rahmen für die parlamentarische Arbeit entstanden.“

„Das Deutsche Bundeshaus ist einmal eine Einheit gewesen, und zwar Schwipperts Werk. […] Gegenwärtig kann ich noch nicht endgültig darüber ein Schlußwort sagen, seitdem ohne den Verfasser selbst große Zutaten im Gange zu sein scheinen. Schwipperts Gestaltung war aber eine glückliche und für die Landschaft segensreiche.“

„Das erste ,moderne‘ Parlamentsgebäude der Welt, zugleich aber entscheidende Ermunterung und Ausgangspunkt für das ,moderne‘, d. h. vom stilistisch vorgefaßten formalen Schema befreite Bauen in einem von der Entwicklung lange abgeschnittenen vor einer Fülle architektonischer Aufgaben stehenden Deutschland.“

„So sehr der Bautenkomplex im Inneren eine verwirrende Folge von Räumen ist, macht er nach außen trotz der unterschiedlichen Bauphasen einen geschlossenen Eindruck und gehört auch in seiner landschaftlichen Einordnung immer noch zu den besten Bauten Bonns.“

„Schwipperts Anbauten [Nord- und Südflügel] zeichneten sich durch optimale Anpassung an den vorhandenen Gebäudebestand, die Beschaffenheit des Grundstücks und die Landschaft aus.“

Plenargebäude von 1992

„Das bedeutendste Bauwerk der Nation seit hundert Jahren ist vollendet. […] Der komplizierteste, nörgeligste, desinteressierteste Bauherr, den man sich denken kann, zieht in das unbeschwerteste, offenherzigste, eleganteste Parlamentsgebäude der Welt ein, in den neuen Plenarsaal am Ufer des Rheins zu Bonn.“

„Dem Architekten ist es gelungen, demokratische Grundtugenden wie Transparenz und Offenheit in eine architektonische Formensprache umzusetzen.“

## Denkmalschutz
Als Baudenkmal unter Denkmalschutz standen zunächst seit dem 17. Februar 1986 die Gebäudegruppe der ehemaligen Pädagogischen Akademie, bestehend aus dem ehemaligen Aulagebäude mit Tagesheim und Verwaltungstrakt (später Bundesrat), dem ehemaligen Seminargebäude mit westlichem und östlichem Hörsaalgebäude sowie westlichem Treppenhaus (später Bürotrakt) und der ehemaligen Turnhalle (später Wandelhalle des Plenarsaals; 1987 abgebrochen), sowie der 1987 abgebrochene Plenarsaal (einschließlich Erweiterung von 1953). Am 7. Dezember 2000 wurde als bis heute jüngstes Bonner Baudenkmal auch der von 1987 bis 1992 entstandene neue Plenarbereich auf Antrag des Kölner Regierungspräsidenten mit Zustimmung der Baukommission des Deutschen Bundestages in das Denkmal Bundeshaus einbezogen. Zum erweiterten Schutzumfang gehören der Plenarsaal mit Eingangshalle und Lobby, der Präsidialanbau, das ehemalige Bundestagsrestaurant, der Vorplatz am heutigen Platz der Vereinten Nationen, die als Kunst am Bau dauerhaft installierten Außenplastiken sowie die gärtnerischen Außenanlagen.

## Kunst im Außenbereich des Bundeshauses

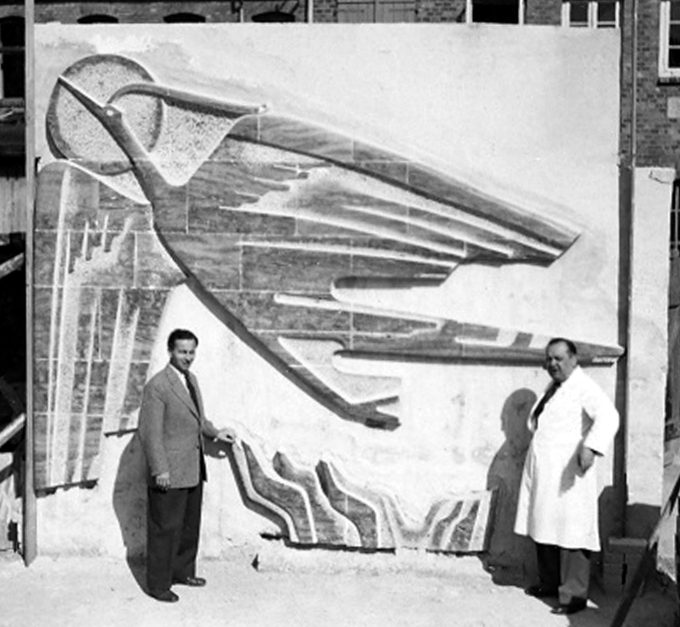
Odo Tattenpach: Phönix aus der Asche (Aufsteigender Phönix), 1953 in Braunschweig vor dem Abtransport nach Bonn

In den vergangenen Jahren und Jahrzehnten sind im Außenbereich des Bundeshauses eine Reihe von künstlerischen Arbeiten als Kunst am Bau aufgestellt worden. Für den überdachten Eingangsbereich des 1951 errichteten Abgeordnetenhochhauses, an dem eine Wandarbeit von vier mal sechs Metern entstehen sollte, wurde im Jahre 1952 durch die Bundesbaudirektion ein offener Kunstwettbewerb ausgeschrieben – der erste für einen Bau der Bundesrepublik. Ausgeführt wurde letztlich im Jahre 1953 keine der drei erstplatzierten Wettbewerbsbeiträge von Günter Lossow, Fritz Koenig und Josef Höntgesberg, sondern einer der darüber hinaus angekauften Entwürfe des Glasmalers Odo Tattenpach, das in Kalkstein umgesetzte Relief eines aufsteigenden Kranichs bzw. eines für die junge Bundesrepublik symbolhaften Phönix aus der Asche. Seit 1988 befindet sich vor dem Bundesratsgebäude die vom Land Rheinland-Pfalz gestiftete Plastik Alpenstück (1980–84) des Künstlerehepaars Kubach-Wilmsen, ein steinernes Buch aus italienischem Serpentin. Vor dem Bundeshaus, in unmittelbarer Nähe des Rheines, wurde im Oktober 1992 die leuchtend rote Skulptur aus Stahlprofilen L’Allumé (um 1990) von Mark di Suvero installiert. Sie zeigt in die geographische Richtung der deutschen Hauptstadt Berlin. 2010 fand eine Erneuerung und Modernisierung des Kunstwerks unter Beteiligung di Suveros statt. Im Bereich des Haupteingangs des ehemaligen Plenarsaals befinden sich die zwischen 1993 und 1996 entstandene Plastik Meistdeutigkeit von Olaf Metzel, eine Assemblage aus Fahrradständern und etwas nördlicher die 1992 aufgestellte Metallplastik Durchbruch (Entwurf 1935) von Hermann Glöckner sowie rheinseitig vor dem Plenarsaal die Skulptur Mondfluß (1995) von Rebecca Horn, eine Plastik aus Edelstahl, Quecksilber, Plexiglas und Motoren. Für den Südteil des Bundeshauses wurden im Zuge seiner Herrichtung für den UN-Campus 2010 drei neue Kunst-am-Bau-Wettbewerbe ausgelobt. Den ersten Preis gewann unter anderem der Bildhauer Michael Sailstorfer für sein Außenthermometer am Alten Abgeordnetenhochhaus, das auf die Rolle des Klimasekretariats hinweisen soll und im Juli 2012 installiert wurde.

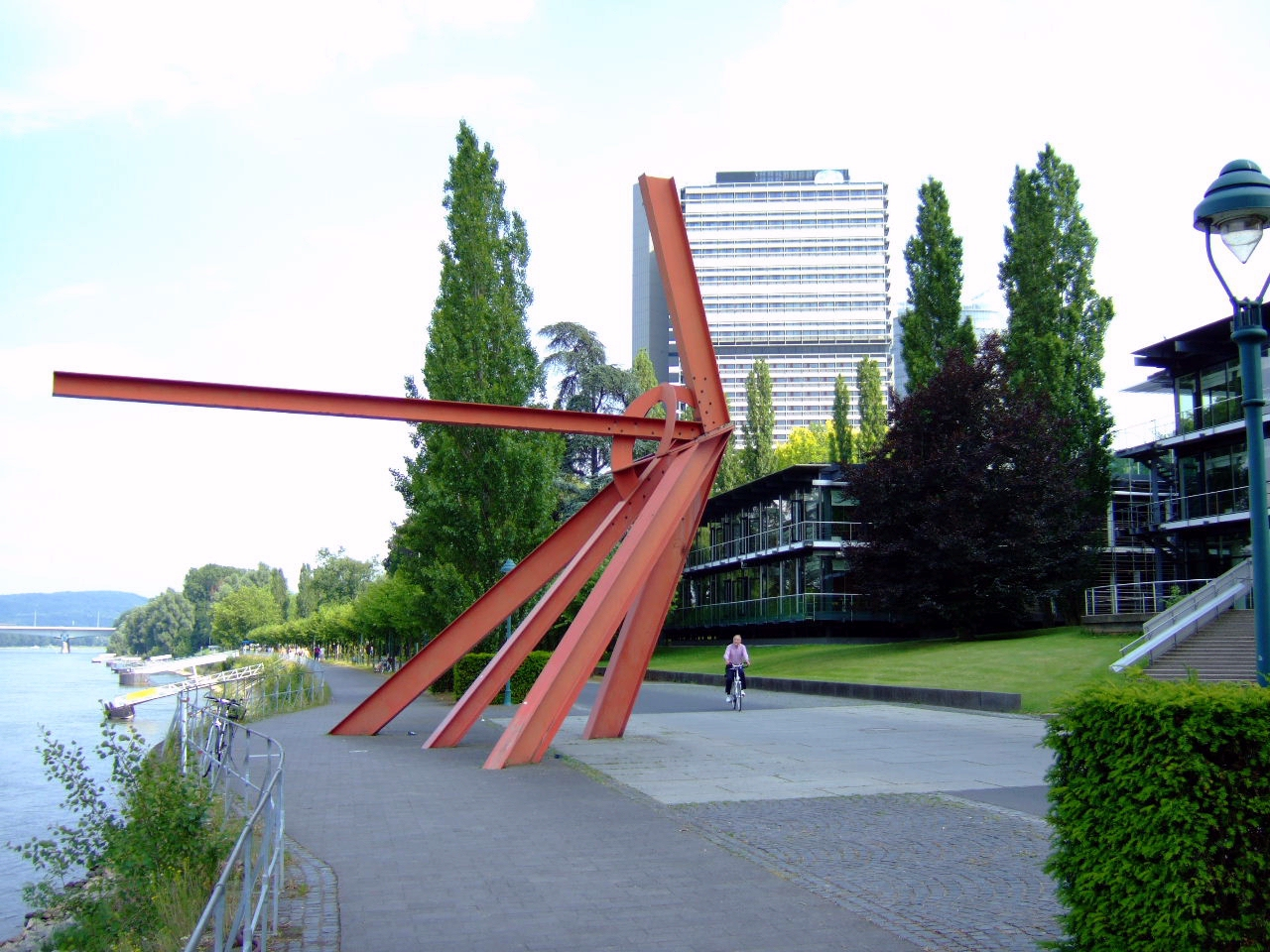
Mark di Suvero: L’Allumé, um 1990
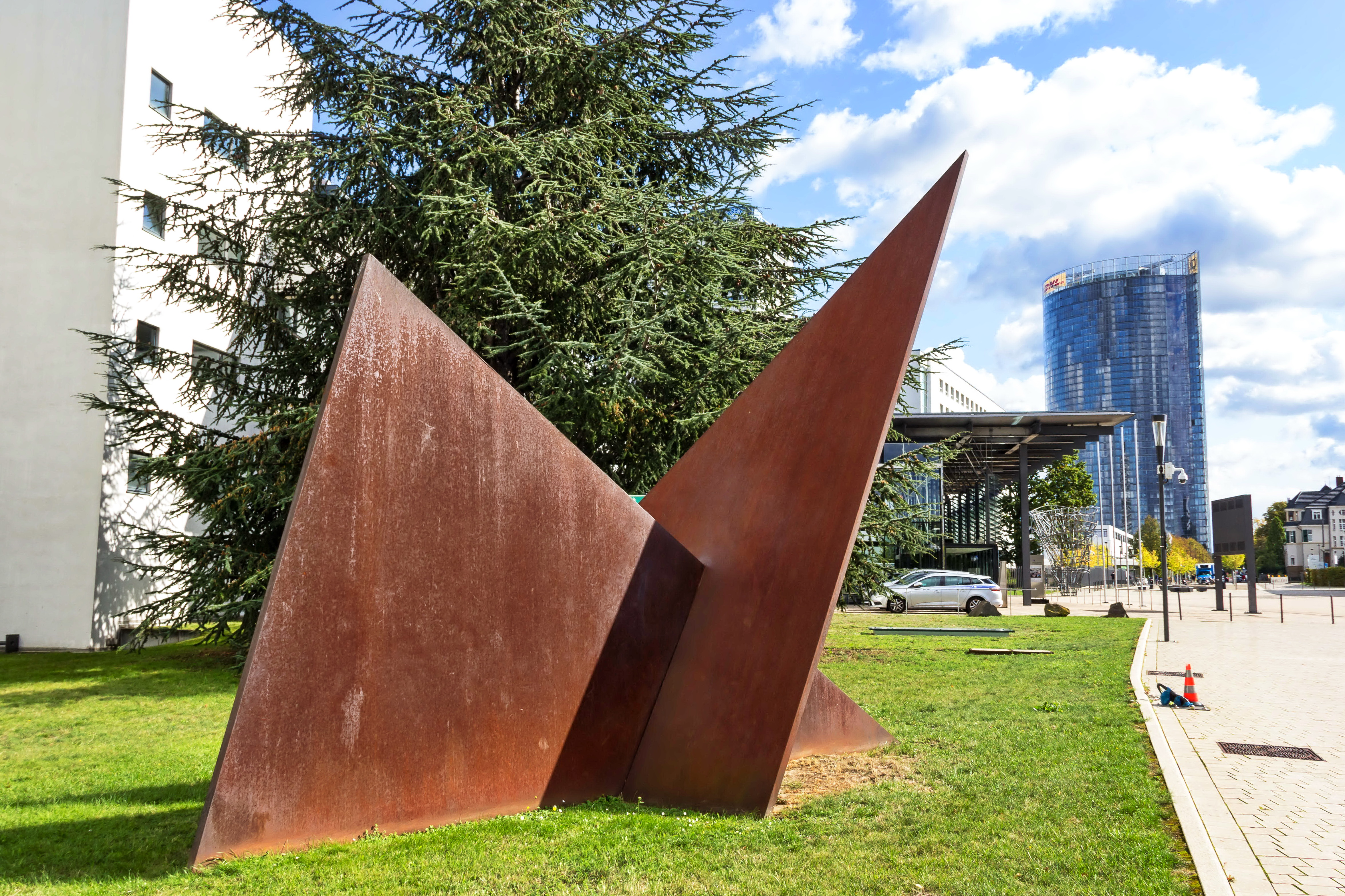
Hermann Glöckner: Durchbruch, 1935/1992
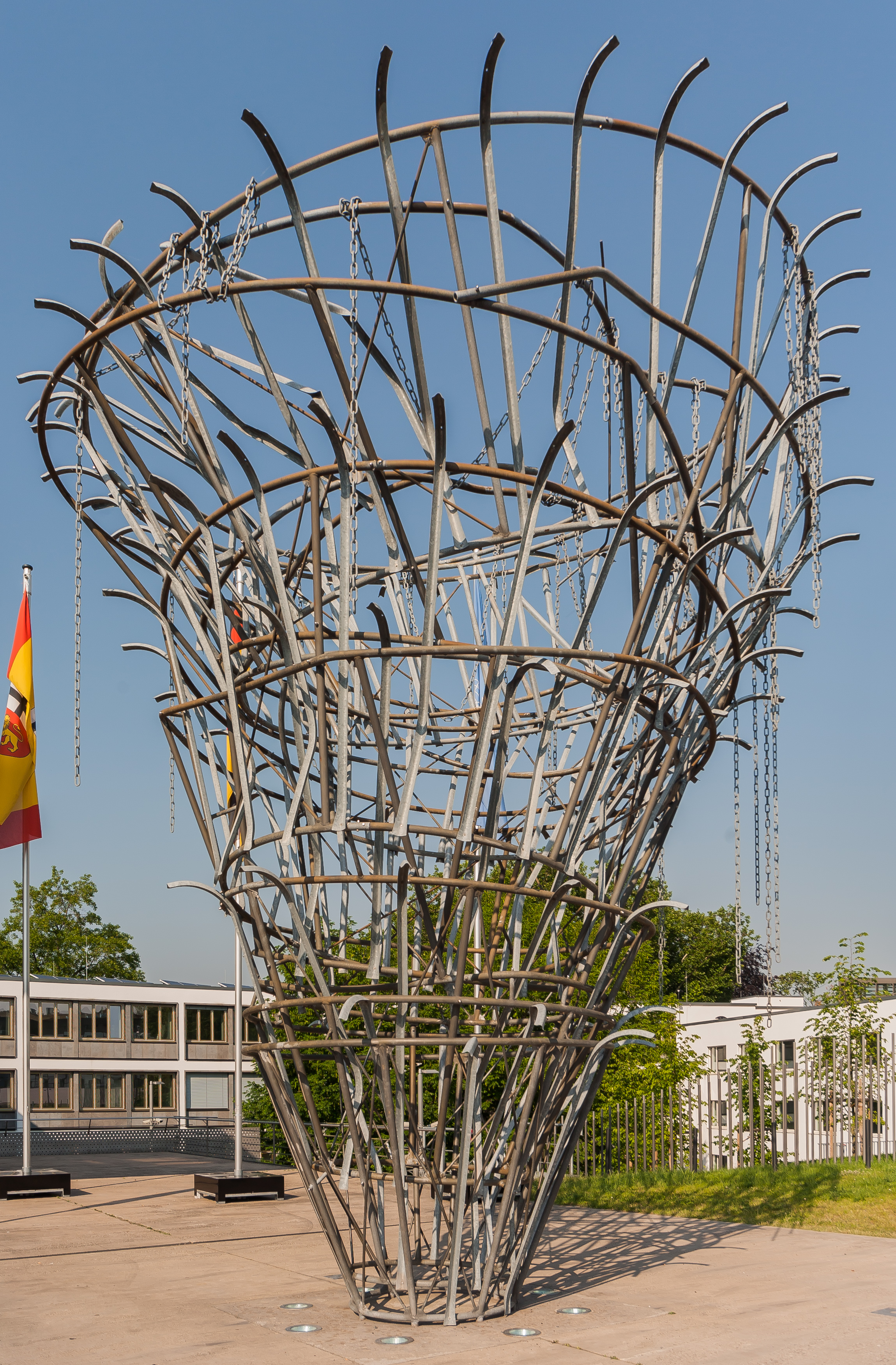
Olaf Metzel: Meistdeutigkeit, 1993–1996
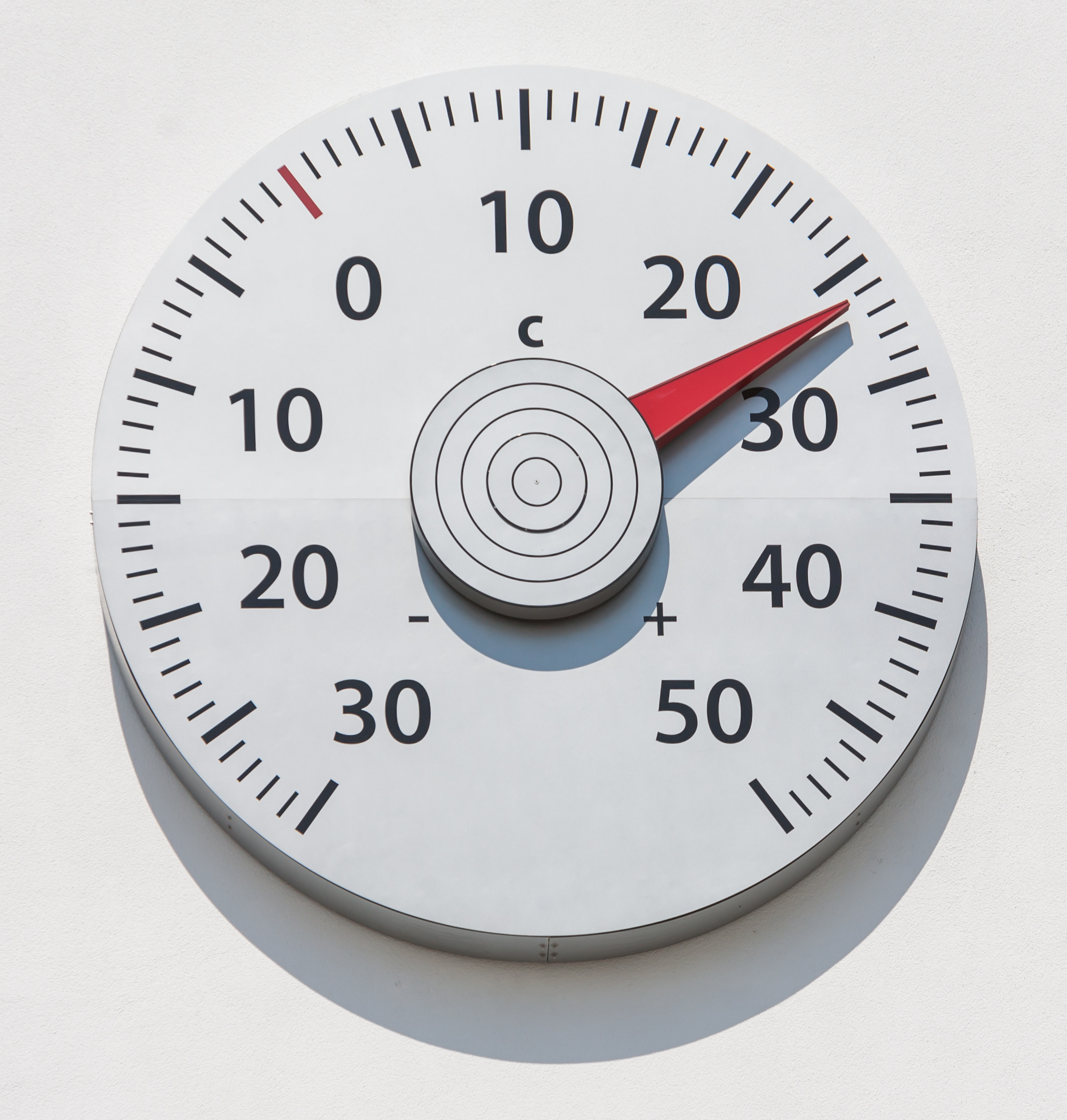
Michael Sailstorfer: Außenthermometer, 2012

## World Conference Center Bonn (WorldCCBonn)
Das World Conference Center Bonn (bis 2007 Internationales Kongresszentrum Bundeshaus Bonn) umfasst den 1992 eingeweihten Plenarsaal von Günter Behnisch, den angrenzenden Vizepräsidentenbau und den nach neunjähriger Bauzeit eröffneten umfassenden Erweiterungsbau westlich des Bundeshauses.
Die Bauarbeiten waren im September 2009 aufgrund eines massiven Finanzskandals des Investors gestoppt worden. Am 7. Juni 2015 wurde das WCCB in Anwesenheit von Ban Ki-moon und Frank-Walter Steinmeier feierlich eröffnet. Das ebenfalls ab 2006 im Bau befindliche Hotel wurde 2014 im Rohbau-Zustand verkauft und wird seit 2016 als Bonn Marriott World Conference Hotel betrieben. Bis Ende 2015 gehörte auch das gegenüberliegende Alte Wasserwerk, das während der Bauzeit des neuen Plenarsaals als Ausweichquartier des Bundestages diente, zum WorldCCBonn, zukünftig soll es Teil des UN-Campus werden.
Das WorldCCBonn ist eines der wichtigsten Kongresszentren in Deutschland. In ihm finden national wie international bedeutende Konferenzen sowie vermehrt auch Aktionärsversammlungen statt. Häufig wird das WorldCCBonn auch von den in Bonn ansässigen UN-Organisationen für ihre Tagungen genutzt, so zum Beispiel im Rahmen der UN-Klimakonferenz 2017.

## UN-Campus

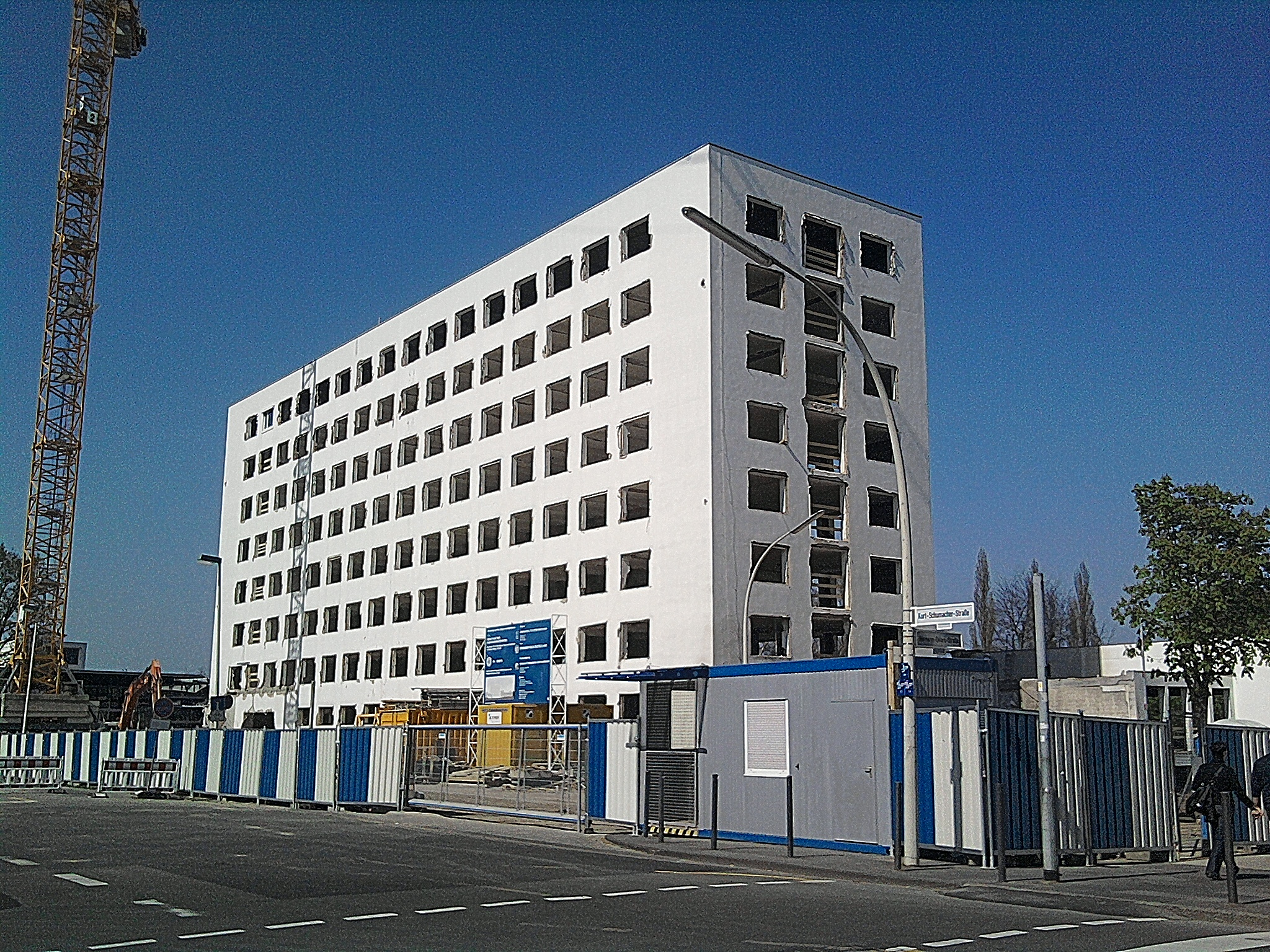
Umbau des „Alten Abgeordnetenhochhauses“, 2010

Seit 1996 haben sich in Bonn zahlreiche Organisationen der Vereinten Nationen (UN) niedergelassen. Diese waren bisher im Haus Carstanjen und dessen Erweiterungsbau, im Bundeshaus sowie einem Gebäude in der Kennedyallee ansässig. Im November 2000 hat die Bundesregierung beschlossen, die schwerpunktmäßig im Umwelt- und Nachhaltigkeitsbereich tätigen Organisationen an einem zentralen Punkt zu bündeln. 2001 wurde vereinbart, dafür die ehemaligen Parlamentsbauten den Vereinten Nationen zur dauerhaften Nutzung zur Verfügung zu stellen, was durch den Kabinettsbeschluss vom 28. Mai 2003 bekräftigt wurde. Im Juli 2006 sind elf der damals zwölf Organisationen in das ehemalige Abgeordnetenhochhaus, den „Langen Eugen“, eingezogen.
Das Klimasekretariat ist im Herbst 2013 mit etwa 265 Mitarbeitern im Alten Abgeordnetenhochhaus, dem Fraktionsbau, dem Zwischenflügel sowie dem Südflügel des Bundeshauses als zweitem Teil des UN-Campus untergebracht worden. Dazu waren die denkmalgeschützten Gebäude ab September 2009 für 92 Millionen Euro umgebaut und anstelle des bisherigen Innenhofs ein glasüberdachtes Atrium geschaffen worden. In einem zweiten Bauabschnitt soll ein Ergänzungsneubau errichtet werden, um alle der etwa 1000 Mitarbeiter der Vereinten Nationen in Bonn an einem gemeinsamen Standort unterzubringen. Der Umzug war ursprünglich schon für 2008 vorgesehen, verzögerte sich aber, da der Haushaltsausschuss des Deutschen Bundestages eine Haushaltssperre für die Sanierung des Alten Hochhauses verhängt hatte. Am 31. Oktober 2012 erfolgte die Schlüsselübergabe an das Klimasekretariat, am 15. Juli 2013 die offizielle Übernahme des Gebäudes durch die Vereinten Nationen.